# Arthur Schopenhauer
Arthur Schopenhauer ['ʔatʰu:ɐ 'ʃo:pnhaʊɐⓘ] (Gdansk, 22 de febrero de 1788-Fráncfort del Meno, Reino de Prusia, 21 de septiembre de 1860) fue un filósofo alemán, considerado uno de los más brillantes del siglo XIX y de mayor importancia en la filosofía occidental, de los primeros en manifestarse abiertamente como ateo, así como el máximo representante del pesimismo filosófico.
En su sistema reunió teoría del conocimiento, metafísica, estética y ética a partir de un mismo eje, caracterizando al mundo de los fenómenos como la manifestación de una voluntad ciega e irracional, la cual sería la esencia del mundo o noúmeno. Su filosofía, concebida esencialmente como un «pensar hasta el final» de la filosofía de Kant, es deudora de Platón y Spinoza y ha servido además como puente con la filosofía oriental, en especial con el budismo, el taoísmo y el vedanta, al afirmar principios como el ascetismo y la noción de la apariencia del mundo. En su obra tardía, a partir de 1836, presenta su filosofía en abierta polémica contra los desarrollos metafísicos postkantianos de sus contemporáneos. Su obra ha sido descrita como una manifestación ejemplar de pesimismo filosófico, donde este es el peor de los mundos posibles.
Suele considerarse autor de "un solo libro" y, en sus mismas palabras, de "un único pensamiento", puesto que todo su trabajo intelectual constituye en general un aumento y confirmación de su trabajo más famoso, El mundo como voluntad y representación (Die Welt als Wille und Vorstellung), constituye desde el punto de vista literario una obra maestra de la lengua alemana de todas las épocas. En él, Schopenhauer presenta un sistema filosófico que comprendía una sola «metafísica» como fundamento único de la realidad. La característica principal de todas las cosas, incluidos los seres humanos, es la «voluntad», la cual es ciega, irracional, absurda y fuente de inmensos sufrimientos en el mundo. Su filosofía culmina con el ideal budista del nirvana, serenidad absoluta, que aniquila la «voluntad de vivir». También recalcó la importancia de la contemplación estética en el arte y la compasión moral como medios de huida del sufrimiento.
Aunque su trabajo no logró atraer una atención sustancial durante su vida, Schopenhauer tuvo un impacto póstumo en varias disciplinas, incluida la filosofía, la literatura y la ciencia. Desde el ámbito filosófico, tuvo gran repercusión sobre todo durante la segunda mitad del siglo XIX en toda Europa y supone además una de las cumbres del idealismo occidental y del pesimismo profundo, que perdura en la obra de escritores y pensadores de los siglos XIX y XX. Sus obras han influido en personas como Friedrich Nietzsche, Julius Evola, Ananda Coomaraswamy, Ludwig Wittgenstein, Erwin Schrödinger, Albert Einstein, Sigmund Freud, Carl Jung, León Tolstói, Pío Baroja, Miguel de Unamuno, Jorge Luis Borges, Juan Carlos Onetti, Richard Wagner, Franz Kafka, Thomas Mann, Gustav Mahler, Marcel Proust, Arnold Schoenberg, Emil Cioran o Samuel Beckett.

## Biografía

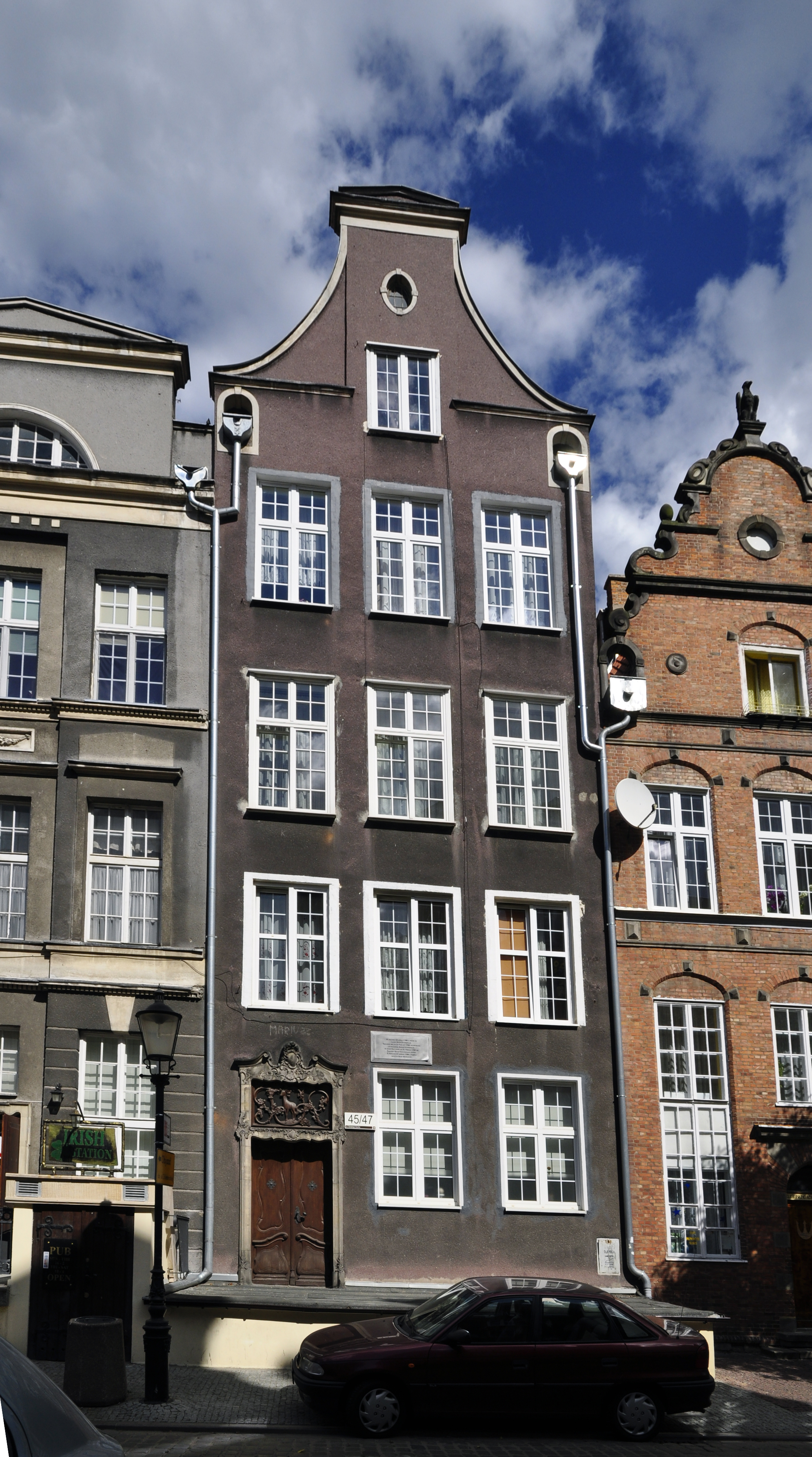
La casa de Gdansk (en la actual Polonia) en la que nació Arthur Schopenhauer.

Arthur Schopenhauer nació el 22 de febrero de 1788 en el seno de una acomodada familia de Danzig. El padre de Arthur, Heinrich Floris Schopenhauer, fue un próspero comerciante que inició a su hijo en el mundo de los negocios, haciéndole emprender largos viajes por Francia e Inglaterra. Su madre, Johanna Henriette Trosiener, fue una escritora que alcanzó cierta notoriedad al organizar soirées (veladas) literarias en la ciudad de Weimar. Tales reuniones le brindaron al joven Arthur la oportunidad de entrar en contacto con grandes personalidades del mundo cultural de su tiempo como Goethe y Wieland. Por lo demás, el carácter extrovertido y jovial de Johanna contrastaba con la hosquedad y misantropía de su hijo. De ahí que la relación entre ambos fuera bastante conflictiva. Este rasgo de la personalidad de Schopenhauer condicionó también el trato con su única hermana, Adele, nueve años menor que él.

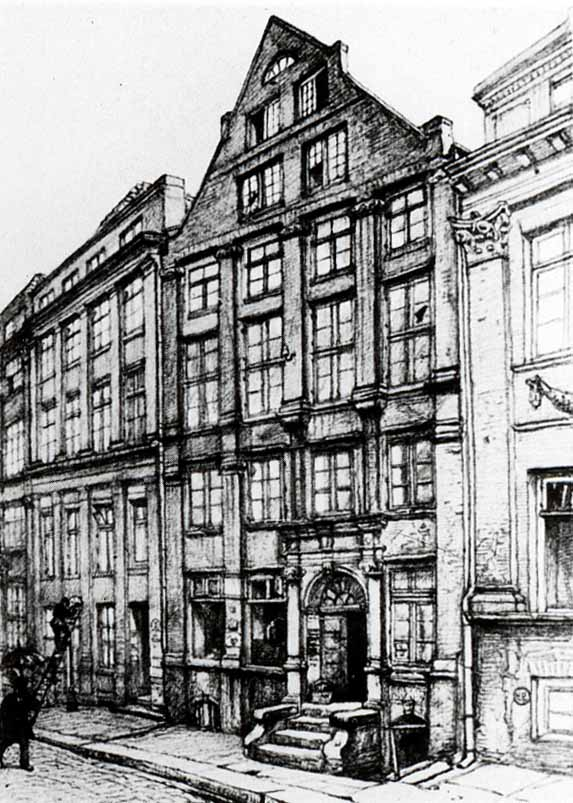
Residencia de Arthur Schopenhauer desde 1793 hasta 1805 en Hamburgo.

En 1793, poco antes de que Danzig fuera anexada a Prusia, la familia se trasladó a Hamburgo. Por expreso mandato paterno y a contramano de su propia vocación, Schopenhauer inició en 1805 la carrera de comercio en calidad de aprendiz. Ese mismo año murió su padre, presumiblemente por suicidio debido a la obsesión de que pudiera perder su fortuna. El suceso pudo haber sido el germen del pesimismo de Schopenhauer. No obstante, Arthur siempre llevó una buena relación con él, estima que aparece en sus escritos al agradecer que su independencia económica heredada de su progenitor le hubiera permitido llevar a cabo su verdadera vocación. Al morir Heinrich Floris, el resto de la familia se trasladó a Weimar. Es allí donde su madre decidió iniciar las ya mencionadas tertulias literarias. Arthur, sin embargo, permaneció en Hamburgo con el fin de ejercer la profesión de comerciante.
Pero, poco antes de cumplir los veinte años de edad, Schopenhauer decidió abandonar definitivamente el comercio para emprender estudios universitarios. De este modo, en 1809, se matriculó como estudiante de Medicina en la Universidad de Gotinga, donde asistió a varios cursos. Allí conoció a Gottlob Schulze, un profesor de filosofía que le aconsejó emprender el estudio pormenorizado de Platón y Kant, para que luego lo complementara con la lectura de las obras de Aristóteles y Spinoza.
La lectura de estos autores despertó en Schopenhauer su vocación filosófica y en 1811 se trasladó a Berlín, donde estudió durante dos años, para seguir los cursos de Fichte y Schleiermacher. Sin embargo, ambos filósofos —muy en boga por aquel entonces— solo consiguieron decepcionarlo. Algo parecido puede decirse de Schelling, a quien Schopenhauer leyó intensamente, como también a Fichte, en sus años de estudiante en Berlín. A pesar de haberse pasado a la facultad de filosofía, Schopenhauer también se matriculó en cursos de filología clásica y de Historia y asistió también a un buen número de cursos de ciencias naturales, pues consideraba que estos conocimientos ampliaban y reforzaban su formación filosófica.

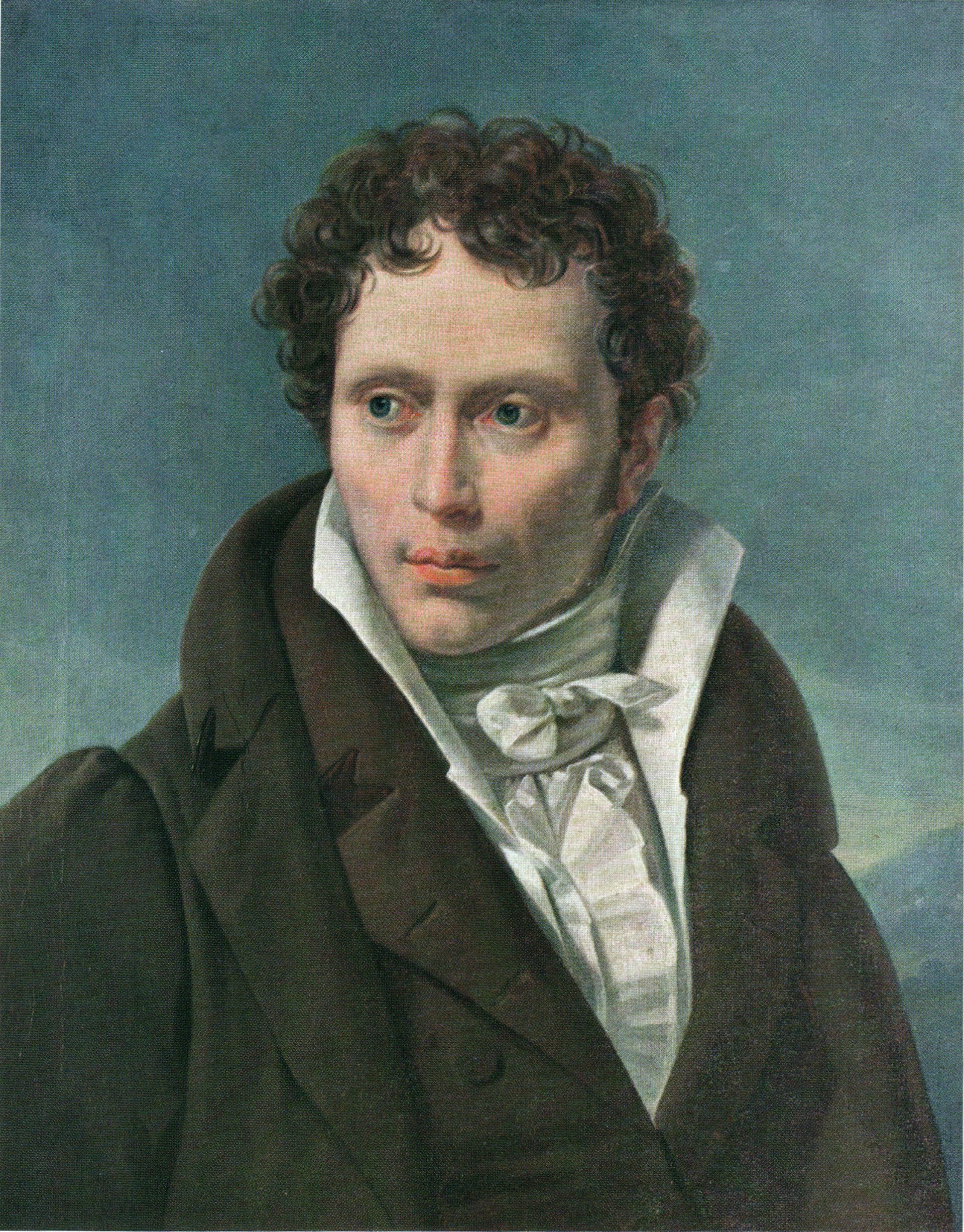
Retrato de Arthur Schopenhauer de 1815 alrededor de sus veintiocho años por Ludwig Sigismund Ruhl

Ante la inminencia de los combates en contra de la ocupación napoleónica, Schopenhauer abandonó Berlín y, tras una breve estancia junto a su familia en Weimar, decidió retirarse a Rudolstadt. Allí terminó de redactar su tesis titulada Über die vierfache Wurzel des Satzes vom zureichenden Grunde (Sobre la cuádruple raíz del principio de razón suficiente), escrito este que presentó en noviembre de 1813 y que le valió el título de Doctor por la Universidad de Jena.
Poco tiempo después regresó a la casa materna en Weimar, donde tuvo ocasión de vincularse con Goethe y de conocer al orientalista Friedrich Majer, quien lo introdujo en la antigua filosofía hindú. Las conversaciones con Goethe en torno a temas relacionados con la Teoría de los colores del poeta condujo a Schopenhauer a elaborar una teoría propia al respecto, que plasmó en su segunda obra, Ueber das Sehen und die Farben (Sobre la visión y los colores), de 1816. Schopenhauer mostraría toda su vida una gran admiración por Goethe, Homero, Shakespeare y escritores del Siglo de Oro español, especialmente Francisco Suárez y Baltasar Gracián, a quien tradujo al alemán y a quien leía y citaba siempre en español.
De la fusión de las doctrinas brahmánicas y búdicas con las enseñanzas de Platón y Kant, habría de surgir el núcleo del propio sistema schopenhaueriano, sistema este que quedó definitivamente plasmado en su «obra capital» (Hauptwerk, denominada así por el mismo Schopenhauer) intitulada El mundo como voluntad y representación (título original: Die Welt als Wille und Vorstellung). Schopenhauer escribió su obra capital durante los cuatro años que residió en Dresde, concluyendo la redacción del manuscrito en 1818. Aunque la primera edición apareció de hecho en diciembre de 1818, se imprimió con la fecha de 1819, razón por la que generalmente la obra se data según la fecha que apareció impresa.
A pesar de las grandes expectativas que Schopenhauer había cifrado en su obra, esta resultó un rotundo fracaso. Tanto fue así que, nueve años después de su aparición, todavía quedaban en los depósitos de la editorial Brockhaus ciento cincuenta ejemplares de una tirada de ochocientos, muchos de los cuales, a su vez, habían sido reciclados en lugar de venderse.
Entre los años 1818 y 1819, Schopenhauer viajó por Italia y visitó las ciudades de Florencia, Roma, Nápoles y Venecia.
En el verano de 1819, a raíz de una crisis financiera sin mayores consecuencias, se vio obligado a volver a Alemania. Una vez allí, decidió entrar en la docencia. Fue admitido como profesor en la Universidad de Berlín, donde comenzó a dictar clases en marzo de 1820 como Privatdozent. Según una anécdota relatada por el propio Schopenhauer, su examen de habilitación estuvo marcado por su confrontación con Hegel, quien se hallaba en el tribunal.

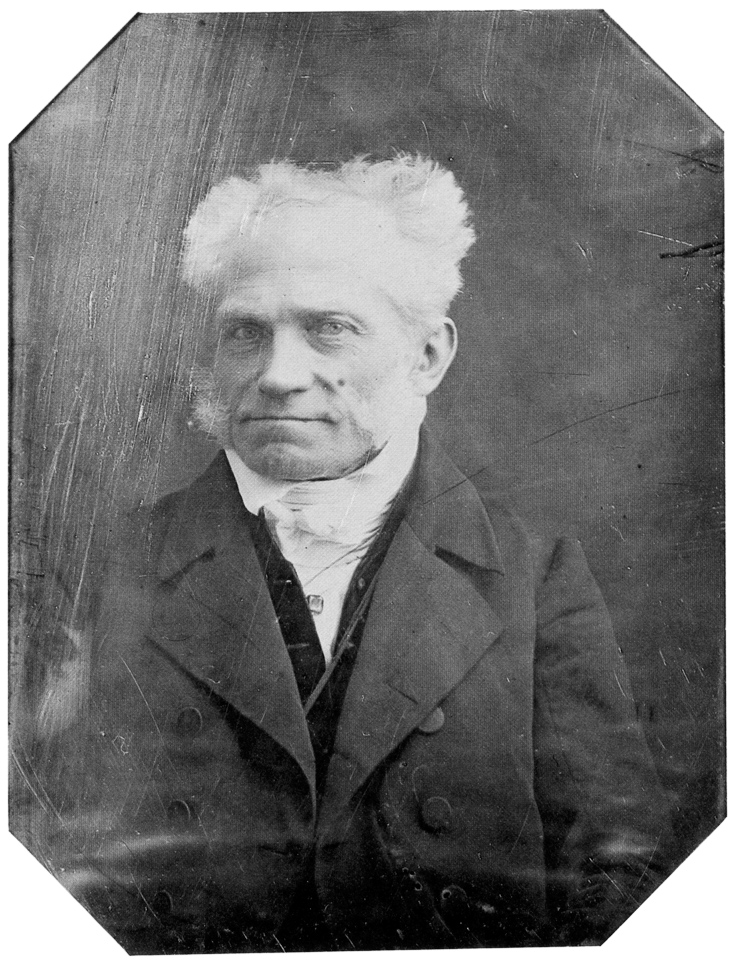
Daguerrotipo de Arthur Schopenhauer en 1845, a los cincuenta y siete años de edad.

Con la expresa intención de competir con Hegel, que a la sazón se estaba convirtiendo, a todo efecto, en el filósofo oficial de la nación y gozaba de una creciente popularidad, Schopenhauer hizo coincidir el horario de sus cursos con los de aquel, aunque sin éxito alguno. Su fugaz paso por los claustros duró solo seis meses.
Schopenhauer emprendió, en 1822, un nuevo viaje a Italia. Más tarde, en 1825, regresó a Berlín, donde intentó infructuosamente regresar a la docencia.
En 1831, huyendo de una epidemia de cólera —que ese mismo año había de cobrarse la vida de Hegel—, Schopenhauer se radicó en Fráncfort, donde llevó una vida apacible y recluida durante los últimos 28 años de su vida.
Después de una década y media sin nuevas publicaciones, en 1836 se decidió de nuevo a llevar un escrito a las prensas: Sobre la voluntad en la naturaleza, donde se esforzaba por mostrar las coincidencias de los resultados recientes de diversas ciencias con las doctrinas de su filosofía. El año siguiente, presentó la memoria Sobre la libertad de la voluntad humana, también conocida bajo el título Ensayo sobre el libre albedrío, a un concurso abierto por la Real Sociedad Noruega de las Ciencias, siendo premiada en enero de 1839. No tuvo la misma suerte su memoria Sobre el fundamento de la moral, ya que la Real Sociedad Danesa de las Ciencias, indignada por las invectivas contra Hegel y Fichte que se hallaban en la obra, prefirió dejar desierto el premio a pesar de ser el único trabajo presentado a concurso. Las dos memorias fueron reunidas y publicadas en 1841 bajo el título común Los dos problemas fundamentales de la Ética.

En 1844 vio la luz la segunda edición de su obra capital, considerablemente aumentada con diversas adiciones y con un segundo tomo con cincuenta nuevos capítulos. La publicación dio lugar a algunas reseñas y a que comenzaran a aparecer seguidores, de entre los cuales cabe destacar a Julius Frauenstädt. Dado que la tesis doctoral, considerada por Schopenhauer la «introducción» ideal a su sistema, no se hallaba disponible, emprendió su segunda edición (1847), sometiendo la obra a severos cambios.

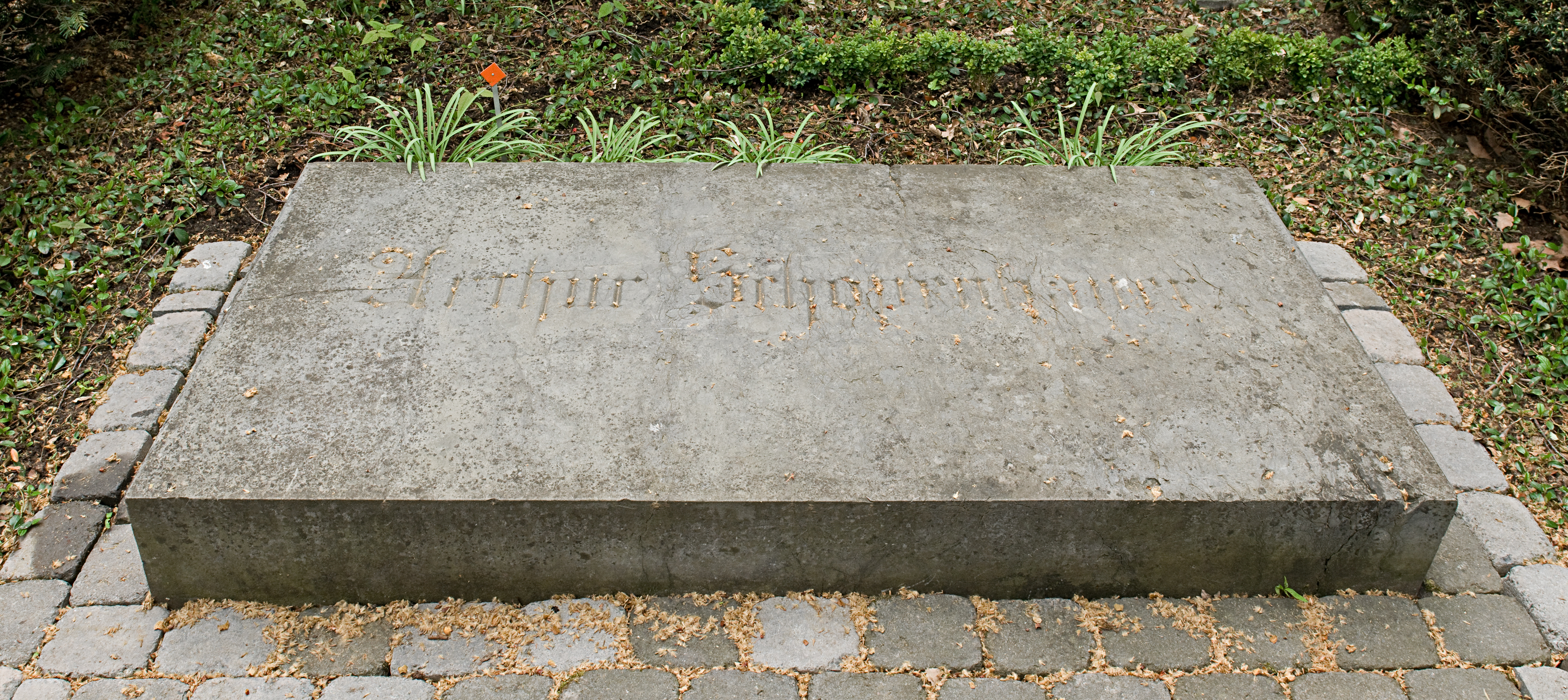
Lápida de la tumba de Schopenhauer (Cementerio mayor, Fráncfort del Meno).

Más tarde, en 1851, apareció una colección de ensayos y aforismos publicada bajo el nombre de Parerga y paralipómena. Esta obra le permitió a Schopenhauer alcanzar finalmente la repercusión y el renombre que por tanto tiempo le habían sido negados. En 1854 se reeditaron el escrito de 1816 sobre los colores y Sobre la voluntad en la naturaleza, ambos con abundantes adiciones y cambios. La tercera y última edición de El mundo como voluntad y representación tuvo lugar, al fin, en 1859. Otras reediciones (Parerga y Paralipómena, Sobre la cuádruple raíz del principio de razón suficiente) fueron realizadas póstumamente de la mano de J. Frauenstädt, siguiendo indicaciones de Schopenhauer.
Schopenhauer murió como consecuencia de un paro cardiorrespiratorio el 21 de septiembre de 1860. Dos años después, Wilhelm Gwinner escribió un libro sobre su trato personal con él y sobre sus gustos, apetitos y hábitos que no se molestaba en ocultar.

## Pensamiento

### Interpretación del mundo

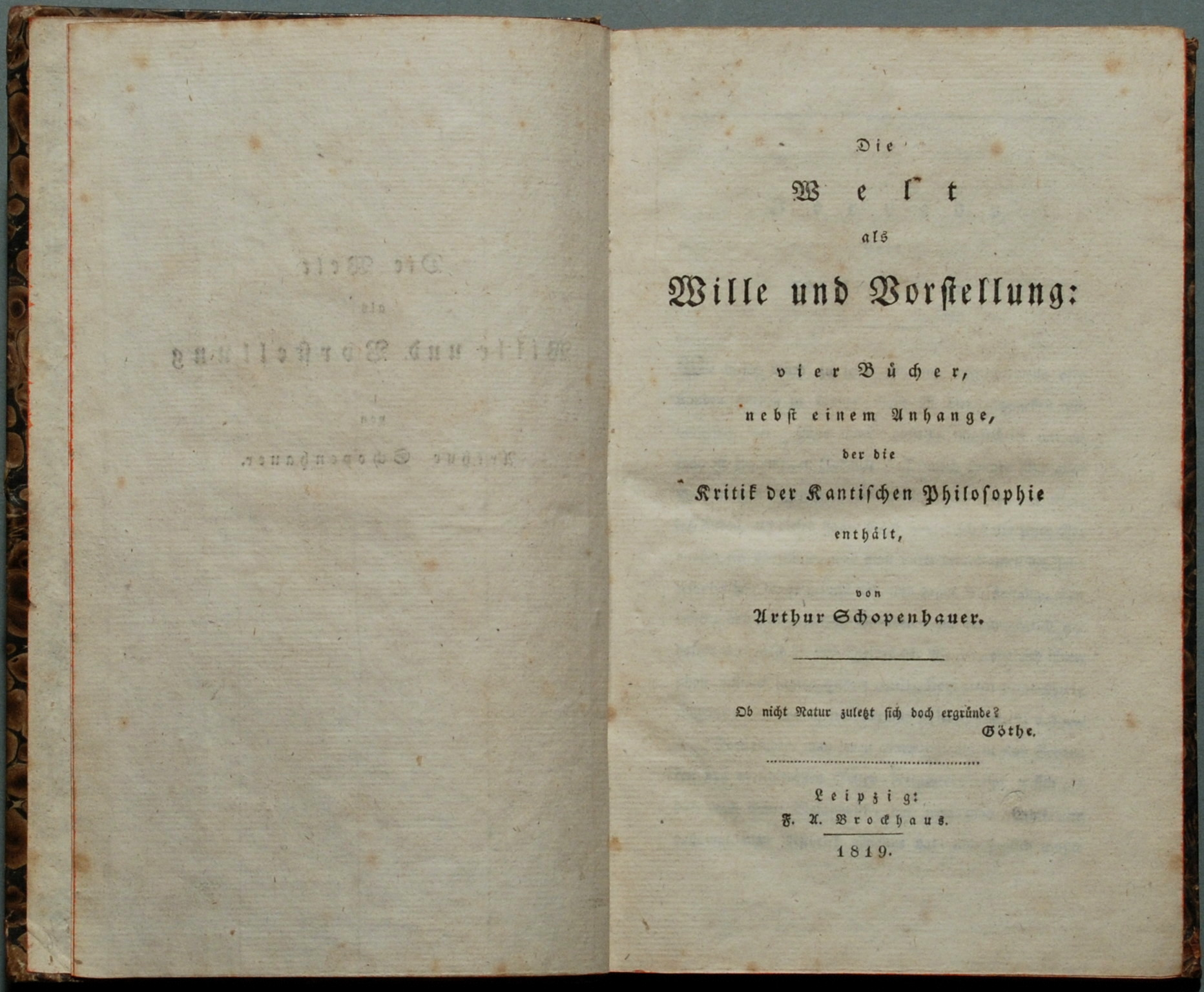
Portada de la primera edición de El mundo como voluntad y representación (1819).

Bajo la influencia de Platón y Kant, Schopenhauer tomó la posición del idealismo trascendental en su epistemología, pero tomó su propio camino subjetivista dentro de esta concepción básica ("idealismo subjetivo"). No es un solipsista, ya que afirma la existencia de entes —desde otras personas hasta la naturaleza misma— que actúan de forma independiente y aparentemente incomprensible para él, y cuyas acciones son explicables sólo por lo que él reconoce en sí mismo como «voluntad». Esa fuerza irracional que une y condiciona todo y que en el ser humano se expresa como voluntad, es también lo que condiciona las leyes de la naturaleza y del universo, siendo una y la misma en todos los casos, «disociada» —sólo en apariencia— en distintos entes. Esta «voluntad», que no se refiere sino a la fuerza irracional que «mueve» todas las cosas —cuerpos y mentes por igual— constituye la base de su metafísica.
Rechazó la filosofía de Hegel, a la que se refirió peyorativamente como «una amplificación hasta el absurdo del argumento ontológico», y escribió polémicas drásticas contra Hegel, Schelling, Fichte e inicialmente contra Schleiermacher.

#### Teoría de la percepción

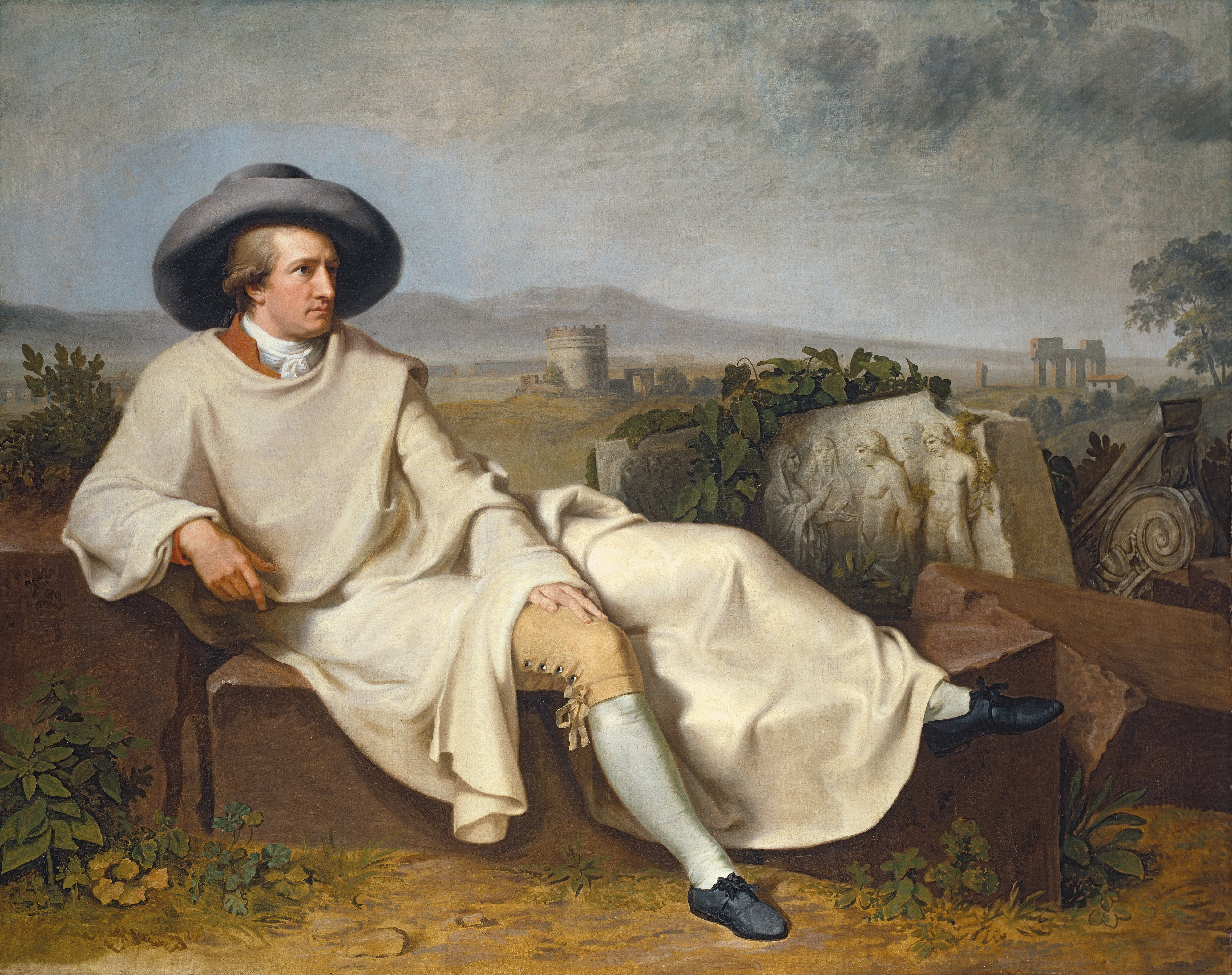
Johann Wolfgang von Goethe.

En noviembre de 1813, Johann Wolfgang von Goethe invitó a Schopenhauer para que lo ayudara en su obra Teoría de los colores. Aunque Schopenhauer consideró la teoría del color como un asunto menor,  aceptó la invitación por su admiración por Goethe. En su obra Sobre la visión y los colores (1816), Schopenhauer presentó su teoría de la visión. En esta obra expone su teoría considerando los colores en sí mismos, es decir, como una sensación específica recibida en el órgano visual, y examina las inducciones de Newton y Goethe acerca de los colores. Estas investigaciones lo llevaron a encontrar una demostración de la naturaleza a priori de la causalidad y al concepto de «representación».
Kant admitió abiertamente que fue el ataque escéptico de David Hume a la causalidad lo que motivó las investigaciones críticas en Crítica de la razón pura y dio una prueba elaborada para mostrar que la causalidad es a priori. Después de que Gottlob Ernst Schulze hizo plausible que Kant no hubiera refutado el escepticismo de Hume, los leales al proyecto de Kant debían probar este importante asunto.
La diferencia entre el enfoque de Kant y el de Schopenhauer fue la siguiente: Kant simplemente declaró que el contenido empírico de la percepción nos es "dado" desde afuera, una expresión con la que Schopenhauer a menudo expresaba su descontento. Él, por otro lado, estaba ocupado con cómo obtenemos este contenido empírico de la percepción y cómo es posible comprender las sensaciones subjetivas limitadas al cuerpo como la percepción objetiva de cosas que están fuera de mí.

Cuando un ciego de nacimiento palpa una figura cúbica, las sensaciones de su mano son uniformes, y las mismas por todos los lados y direcciones; las aristas oprimen sin duda una parte menor de la mano, pero en estas sensaciones no hay nada que se parezca a un cubo. Y de la resistencia sentida el entendimiento infiere la conclusión inmediata e intuitiva de una causa de la resistencia, causa que se representa ahora, precisamente por eso, como un cuerpo sólido; y por medio del movimiento que hacen sus brazos al tocar, permaneciendo la misma la sensación de sus manos, construye la figura cúbica del cuerpo en el espacio conocido a priori. Si no tuviera ya la representación de una causa y de un espacio, y también de sus leyes, jamás surgiría de aquella sucesiva sensación en su mano la imagen de un cubo.

Por tanto, la causalidad no es un concepto empírico extraído de las percepciones objetivas, pero la percepción objetiva presupone el conocimiento de la causalidad. De esta manera se refuta el escepticismo de Hume.
Mediante esta operación intelectual, comprendiendo que cada efecto en nuestros órganos sensoriales tiene una causa externa, surge el mundo externo. Con la visión, encontrar la causa se simplifica esencialmente debido a que la luz actúa en línea recta. Rara vez somos conscientes del proceso que interpreta la doble sensación en ambos ojos como proveniente de un objeto; que invierte la impresión en las retinas, y que utiliza el cambio en la posición aparente de un objeto en relación con los objetos más distantes que proporciona la visión binocular para percibir la profundidad y la distancia.

#### Principio de razón suficiente
Schopenhauer hace una crítica de cómo Kant delimitó la frontera entre intuición y fenómeno, pero su propuesta de corrección es más bien una mezcla confusa por la que tiende a identificar ambas cosas con la etiqueta de intuición, por eso dice que las formas esenciales (Kant diría puras y a priori) de todo objeto son tiempo, espacio y causalidad. Schopenhauer considera que todo el sistema de categorías kantiano es artificial y que debe sustituirse por lo que, siguiendo a Leibniz, llama principio de razón suficiente. En su tesis doctoral, Sobre la cuádruple raíz del principio de razón suficiente (1813), Schopenhauer examina este principio universal asumido por muchos filósofos, el cual trata de responder a la pregunta: "¿Por qué hay algo, en lugar de nada?"
Según Schopenhauer, los argumentos de Kant sobre la idealidad trascendental del espacio y el tiempo pueden extenderse a la materia mediante el concepto de causalidad y el principio de razón suficiente. Luego este principio reduce los doce categorías o conceptos puros a priori del entendimiento del sistema kantiano a uno solo. Inspirado por las cuatro causas de Aristóteles, el principio se subdivide en cuatro formas:
1. El principio de razón suficiente del devenir o de la causalidad que se corresponde a las cosas materiales con la representación empírica;
2. el principio de razón suficiente del conocer que se corresponde los conceptos abstractos y la verdad lógica;
3. el principio de razón suficiente del ser que se corresponde con las construcciones matemáticas y geométricas;
4. y el principio de razón suficiente del obrar que se corresponde con el conocimiento de sí.

#### El mundo como «voluntad»
Schopenhauer trabajó en la elaboración de su obra El mundo como voluntad y representación (1819) durante cinco años para «desentrañar el enigma de la existencia», presentando un sistema filosófico que comprendía la gnoseología, estética, ética y una «metafísica» como fundamento único de la realidad. Desarrolló un sistema llamado voluntarismo. Vio su filosofía como una continuación de la de Kant, y utilizó los resultados de sus investigaciones epistemológicas, es decir, el idealismo trascendental, como punto de partida para el suyo. Poco dado en principio a las licencias especulativas del idealismo alemán, tomó como base de su propio sistema el criticismo de Immanuel Kant. 
Sin embargo, mientras Kant en la primera crítica negaba radicalmente la posibilidad de conocer el noúmeno o cosa en sí (Ding an sich), Schopenhauer sostuvo que mediante la introspección era posible acceder al conocimiento esencial del yo. Identificó a este con un principio metafísico al que denominó «voluntad». Este es un "ciego afán, una agitación sombría y oscura alejada de toda cognoscibilidad inmediata" cuya objetivación se presenta en la naturaleza, desde en las leyes físicas y la materia, hasta en los seres vivos, desde las plantas y hasta a los hombres en forma de «voluntad de vivir» (Wille zum Leben) como un impulso ciego de vida que sólo quiere ser lo que ya era, repetirse. La voluntad se objetiva a sí misma en una jerarquía de gradaciones de la vida inorgánica a la orgánica, y cada grado de objetivación de la voluntad, desde la gravedad al movimiento animal, está marcado por un esfuerzo insaciable. Además, todas las fuerzas de la naturaleza y todas las formas orgánicas de la naturaleza participan en una lucha por arrebatar la materia a otras fuerzas u organismos. Por tanto, la existencia está marcada por el conflicto, la lucha y la insatisfacción, es la conciencia humana.
El concepto de voluntad, en el estricto sentido schopenhaueriano, no alude a la mera facultad psíquica de querer sino que, antes bien, se refiere a un ser o esencia (Wesen) de carácter metafísico cuyo correlato sensible es el mundo fenoménico. Kant había argumentado que el mundo empírico es simplemente un complejo de apariencias cuya existencia y conexión ocurren solo en nuestras representaciones. Schopenhauer reitera esto en la primera oración de su trabajo principal: "El mundo es mi representación". No extraemos leyes empíricas de la naturaleza, sino que las prescribimos.

#### El mundo como «representación»
En efecto, el mundo de los fenómenos —que a diferencia de la Voluntad está sujeto indefectiblemente a las coordenadas espacio-temporales determinadas por el principio de individuación (principium individuationis) y a la ley de causalidad—, no es más que la Voluntad misma «objetivada» que, en cuanto tal, debe ser entendida en términos de lo que Schopenhauer llama «representación» (Vorstellung). Esta idea ha sido considerada como precursora del principio antrópico. Según Schopenhauer, la voluntad —en su modo de ser objetivado— se manifiesta en todos los estratos del mundo natural, desde la simple piedra hasta el hombre, en quien alcanza su grado máximo al adquirir la forma del deseo consciente —en cuyo único caso pasa a identificarse con la noción corriente de voluntad—. En sí misma, sin embargo, la Voluntad no es otra cosa que «un ciego afán (Drang), un impulso o pulsión (Trieb) carente por completo de fundamento y motivos» (El mundo como voluntad y representación, II. ii, 28). En otras palabras:

Bajo tales aspectos, entonces, resulta evidente que yo, con razón, haya puesto a la Voluntad de vivir como lo ulteriormente inexplicable, o más bien, como fundamento y base de toda explicación y que esta —muy lejos de ser un palabrerío vacío como 'lo absoluto', 'lo infinito', 'la idea' y demás expresiones similares— sea lo más real (das Allerrealste) que conocemos; más aún: el núcleo de la realidad misma (der Kern der Realität selbst). (Ibid.)

### Pesimismo

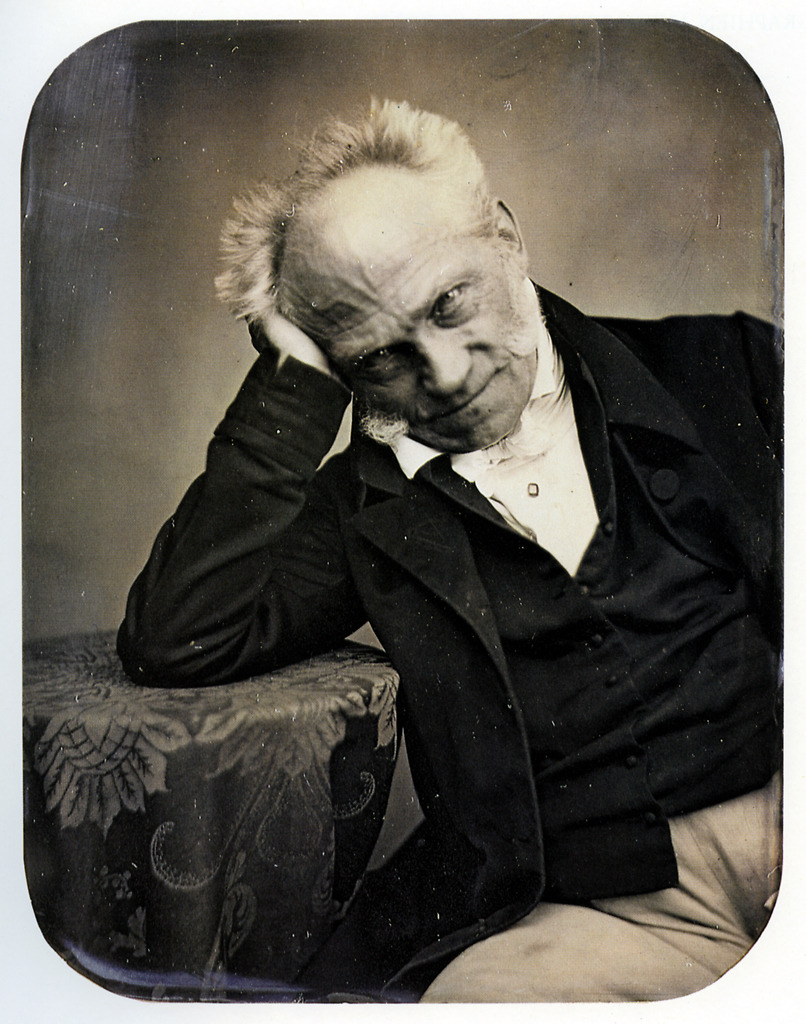
Daguerrotipo de Schopenhauer en 1852 de Jacob Seib.

Schopenhauer expresó que la vida en el mundo real es «un brebaje agridulce» que consiste en «una continua adquisición de conocimiento, continua ganancia de comprensión», el cual es triste pero que al «penetrar en la verdad resulta satisfactorio». En la medida en que la voluntad se expresa en la vida anímica del hombre bajo la forma de un continuo deseo siempre insatisfecho, Schopenhauer concluye que «toda vida es esencialmente sufrimiento (Leiden)» (Op. cit., IV, § 56). Contrariamente a lo que filósofos anteriores habían argumentado, Schopenhauer sostuvo que el mal es algo real, siendo este la norma más que la excepción y que el bien es la ausencia del mal.

A menos que el sufrimiento sea el objeto directo e inmediato de la vida, nuestra existencia debe fracasar por completo en su objetivo. Es absurdo considerar la enorme cantidad de dolor que abunda en todo el mundo y que se origina en exigencias y necesidades inseparables de la vida misma, como si no sirviera para nada y fuera el resultado de la mera casualidad. Cada desgracia separada, tal como se presenta, parece, sin duda, ser algo excepcional; pero la desgracia en general es la regla.

No conozco mayor absurdo que el propuesto por la mayoría de los sistemas filosóficos al declarar que el mal es negativo en su carácter. El mal es solo lo positivo; hace sentir su propia existencia. Leibniz está particularmente preocupado por defender este absurdo; y busca fortalecer su posición utilizando un sofisma palpable y mezquino. Lo bueno es lo negativo; en otras palabras, la felicidad y la satisfacción implican siempre algún deseo cumplido, algún estado de dolor puesto fin.

Al contrario del optimismo filosófico de Gottfried Leibniz en su Théodicée, donde el mundo es «el mejor de los mundos posibles», Schopenhauer llegó a la conclusión contraria, afirmando que este es el peor de los mundos posibles, al menos físicamente, pues si el mundo estuviera organizado de una manera un poco peor, la vida ni siquiera podría existir. Entonces, "el mundo es tan malo como puede ser posible, si existe en absoluto".

#### Ateísmo
La filosofía de Schopenhauer es atea. Una de sus tesis fundamentales manifiesta que el mal, la miseria y el dolor sin sentido del mundo es consistente con la noción hindú de que Brahma creó el mundo por error, o con la budista de que el mundo resultó de una perturbación de la calma del Nirvana, pero la idea cristiana de un Dios omnipotente y bueno es inaceptable. El mal es una acusación contra tal creador, pero como no hay creador, es realmente una acusación contra la realidad y contra nosotros mismos.

A mis diecisiete años, sin ninguna educación escolar aprendida, me sentí atrapado por la miseria de la vida como lo fue Buda en su juventud cuando vio la enfermedad, la vejez, el dolor y la muerte... y mi conclusión fue que este mundo no podía ser el obra de un Ser que todo lo ama, sino más bien la de un demonio, que había traído a la existencia a las criaturas para deleitarse con su sufrimiento.

Schopenhauer descartó los argumentos cosmológicos y ontológicos para la existencia de Dios, y junto con ellos, toda filosofía que se basa en tales argumentos (el idealismo alemán de Fichte, Schelling y Hegel). Arthur Schopenhauer señaló que Kant había asestado un "golpe mortal" al argumento cosmológico y criticó que la necesidad era un efecto de un principio. Kant también sostuvo que el argumento cosmológico, al identificar el ser necesario, se basa en el argumento ontológico, que a su vez es cuestionable. Según Schopenhauer, este argumento. Schopenhauer comentó que "esta famosa Prueba Ontológica es realmente una broma encantadora" y comete una falacia de petición de principio afirmando que San Anselmo y Descartes ocultaron la conclusión misma (Dios existe) en las premisas del argumento, de la misma forma que un mago cuando saca un conejo de su sombrero, el cual ya estaba dentro.

«Todo estriba en saber de dónde te viene tu concepto: ¿le has tomado
de la experiencia? A la bonne heure! Entonces en ella existirá su correspondiente objeto, y no necesita de más demostración. Por el contrario, ¿le has fraguado en tu mollera? Entonces no le sirven de nada todos sus predicados: es una ficción»
Sobre la cuádruple raíz del principio de razón suficiente (1813) CAPÍTULO II. 7. Descartes

Schopenhauer concluye que «desde hace 1800 años la religión ha puesto un freno a la razón». Contradiciendo la tesis de Friedrich Schleiermacher, Schopenhauer dijo que «ningún hombre religioso puede llegar a ser filósofo ni tener necesidad de ello; y, por el contrario, ningún filósofo verdadero es religioso»; y añadía: «El filósofo marcha sin andaderas, y, aunque no sin peligro, lo hace libremente».

#### Antinatalismo
Para Schopenhauer, el acto sexual es una manifestación de la «voluntad de vivir» que se transforma en voluntad de la especie. Schopenhauer escribió: "¿Por qué tanto ruido y alboroto por el amor? [...] Porque el objetivo final de todas las aventuras amorosas [...] en realidad es más importante que todos los demás objetivos en la vida de cualquier persona; y por ello es bastante digno de la profunda seriedad con la que todos lo persiguen”. El amor romántico domina la vida porque, según el filósofo: “lo que se decide por él es nada menos que la composición de la próxima generación la existencia y constitución especial de la raza humana en los tiempos venideros".
En Los dolores del mundo argumenta una posición precursora al antinatalismo: "Si el acto de la procreación no fuera acompañado de deseo y sentimientos de placer y se basara en la base de consideraciones puramente racionales, ¿existiría la raza humana hoy? Tendríamos compasión por las siguientes generaciones como para preferir ahorrarles la carga de la existencia o al menos para no dejar sobre ellos esta carga a sangre fría". Entonces, el acto sexual sería una traición de los padres al hijo venidero, pues tal acto implica la continuación de «voluntad de vivir», es decir, del dolor.
Esto no quiere decir que uno deba odiar la crianza de los hijos o que no aportan bienestar, sino que la crianza de los hijos, como el resto de la vida, es "una tarea a realizar", en palabras de Schopenhauer. Cuando decimos que queremos que nuestros hijos sean felices y seguros, lo que queremos decir es que crezcan para tomar decisiones libres que son significativas y que estén dispuestos a arriesgar sus vidas en ellas. Schopenhauer sugiere que el optimismo fingido, lo que los existencialistas llamarán como "mala fe", tiene la extraña consecuencia de alienar a los demás. Esta comprensión le otorga a un padre algo que el optimismo generalmente prohíbe: empatía significativa por otra persona. Admite Schopenhauer, "pone a los demás en una luz correcta; y nos recuerda lo que, después de todo, es lo más necesario en la vida: la tolerancia, la paciencia, el respeto y el amor al prójimo, que todo el mundo necesita y que, por lo tanto, todo hombre debe a su prójimo".
La sustitución de Dios por una fuerza impersonal y la importancia que adquieren la reproducción y por tanto el sexo en su filosofía, ha llevado a algunos a considerarlo un precursor de Darwin y de Freud.

#### Misantropía

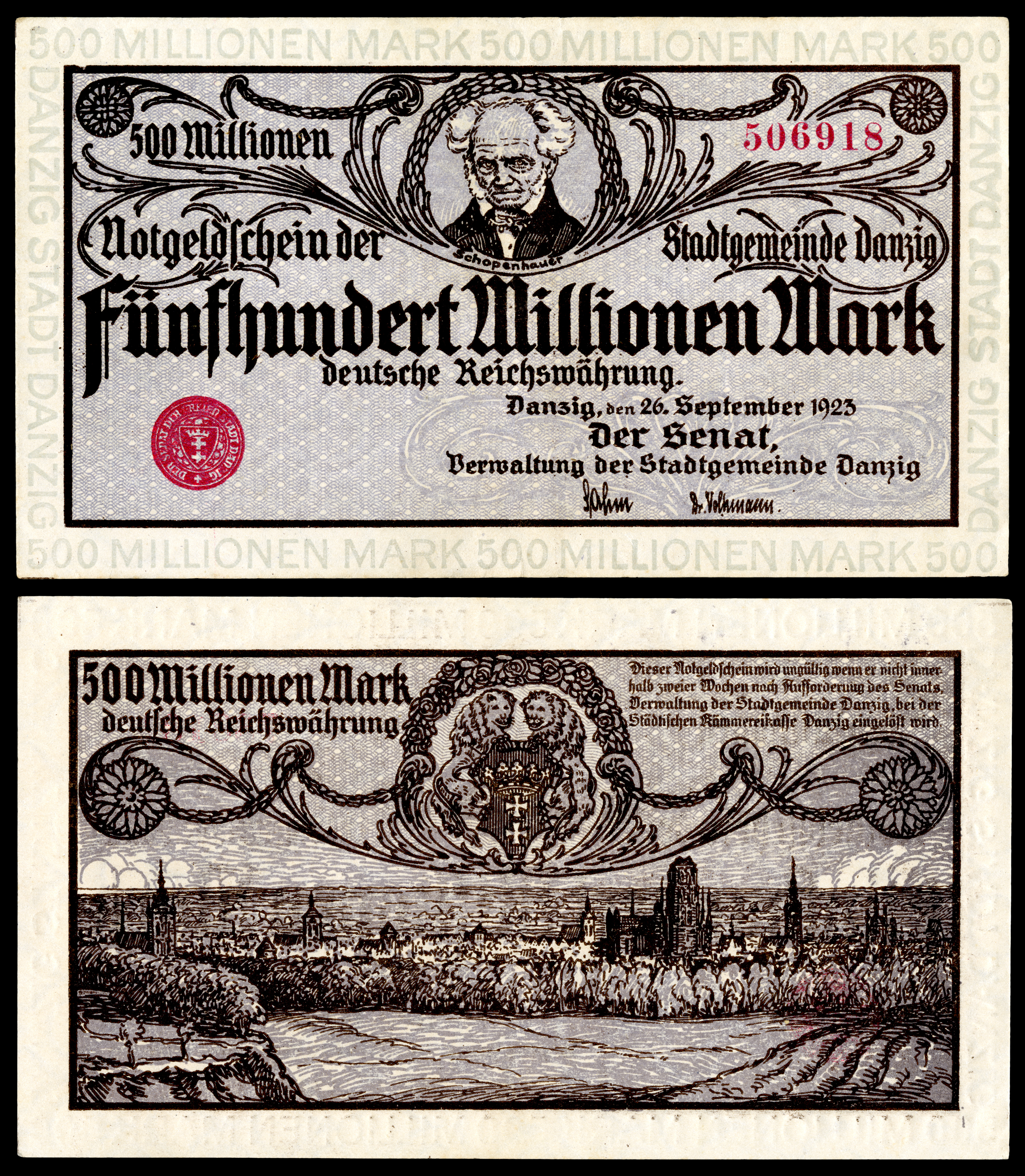
Billete de Danzig con la efigie de Schopenhauer de 500 millones de marcos.(1923), consecuencia de la hiperinflación.

El pesimismo de Schopenhauer se puede rastrear en el análisis del alma humana movida por la agresión animal, condición no solo del hombre, sino de toda la naturaleza, dominada por el inconsciente y la voluntad ciega, eterna e indestructible. 

"La verdad es que debemos ser miserables, y lo somos. Y resulta que la fuente principal del más grave mal que sufren los hombres es el hombre mismo: Homo homini lupus [El hombre es un lobo para el hombre]. Aquel que se plantee seriamente esta máxima contemplará el mundo como un infierno que supera al de Dante en cuanto que cada uno tiene que ser el diablo del otro".

De la incapacidad de muchos humanos para sentir compasión surge la misantropía de Schopenhauer, que no es odio hacia los hombres, sino por sus características:

"La misantropía es algo totalmente diferente de la hostilidad ordinaria de los malvados. La primera surge del conocimiento de la maldad y de la insensatez de los hombres en general, no concierne a los individuos, aunque hayan sido individuos los que tuvieron la primera ocasión, sino que se dirige a todos, y esos individuos son considerados sólo como un ejemplo indiferente. Por el contrario, se trata siempre de una indignación un tanto noble, que sólo tiene lugar allí donde hay conciencia de una naturaleza mejor de la propia, que se ha indignado por una maldad completamente inesperada".

#### Negación de la Voluntad
Como la voluntad no tiene meta ni propósito, es imposible satisfacerla. Para Schopenhauer, el deseo humano era inútil, ilógico, sin dirección y, por extensión, también lo era toda acción humana en el mundo. Y aun cuando el hombre, tras múltiples esfuerzos, consigue mitigar o escapar momentáneamente del sufrimiento, termina por caer, de manera inexorable, en el insoportable vacío del aburrimiento. De ahí que la existencia humana sea un constante pendular entre la Escila del dolor (Schmerz) y la Caribdis del tedio (Langeweile), periplo este que la inteligencia solo puede anular a través de una serie de fases que conducen, progresivamente, a una negación consciente de la voluntad de vivir. El placer debe entenderse como la liberación del dolor, similarmente a la aponía y ataraxia de Epicuro.
Schopenhauer declara así que la mayor y más importante manifestación que el hombre puede mostrar en el mundo no es su conquista (Welterobrer), sino un sobreponerse a él (Weltüberwinder). Es por ello por lo que propone una huida del mundo. Schopenhauer negó que el suicidio fuera inmoral y lo vio como un derecho a quitarse la vida. Afirmó: "Nos dicen que el suicidio es el mayor acto de cobardía... que el suicidio está mal; cuando es bastante obvio que no hay nada en el mundo a lo que cada hombre tenga un derecho más inatacable que a su propia vida y persona". Con todo, no aprueba el suicidio como camino, ya que "lejos de ser negación de la voluntad, ese fenómeno supone una enérgica afirmación de la misma". El suicida no renuncia a la vida en sí misma, sino a la que le ha tocado vivir en condiciones desfavorables. Por lo tanto, el filósofo reconocerá como válidas solo tres alternativas, que jerarquiza según el grado de aniquilación de la Voluntad implicado en cada una de ellas:
- la autonegación del yo (asimilable a una suerte de nirvana) mediante una vida ascética;
- la contemplación de la obra de arte como acto desinteresado, fundamento de su estética;
- la práctica de la compasión, piedra angular de su ética.

Por lo demás, Schopenhauer fue el primer gran filósofo occidental que puso en contacto los pensamientos de su época con los de Oriente y uno de los primeros en manifestarse abiertamente ateo.

### Arte y estética

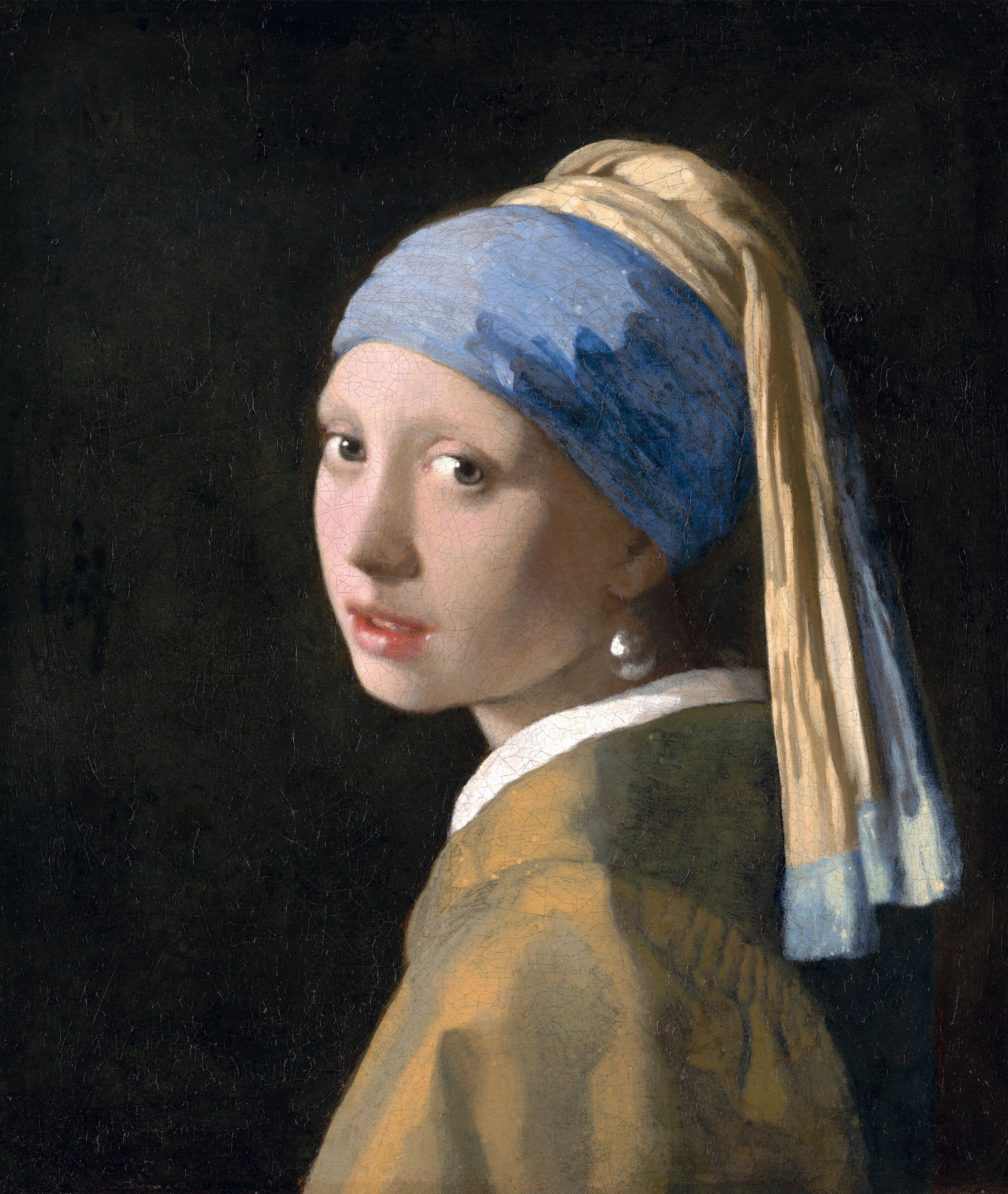
La joven de la perla, Vermeer. En su obra principal, Schopenhauer elogió a los artistas neerlandeses del Siglo de Oro, que "que dirigieron tal intuición puramente objetiva a los objetos más insignificantes y erigieron un monumento perdurable a su objetividad y tranquilidad de espíritu en el bodegón, que el espectador estético contempla no sin emoción".

Para Schopenhauer, la «voluntad» humana —desear, anhelar, etc.— es la raíz del sufrimiento. Una forma temporal de escapar de este dolor es a través de la contemplación estética. Aquí uno pasa del conocimiento ordinario de las cosas individuales al conocimiento de las ideas eternas platónicas, en otras palabras, el conocimiento que está libre del servicio de la voluntad. En la contemplación estética, ya no se percibe un objeto de percepción como algo de lo que se está separado; más bien «es como si solo existiera el objeto sin nadie que lo percibiera y no se puede ya separar al que intuye de la intuición sino que ambos se han hecho una misma cosa, ya que toda la conciencia está totalmente llena y ocupada por una sola imagen intuitiva». Sujeto y objeto ya no se pueden distinguir y la idea pasa a primer plano.
A partir de esta inmersión estética uno ya no es un individuo que sufre como resultado de la servidumbre a la propia voluntad individual sino, más bien, se convierte en un «puro, involuntario, exento de dolor e intemporal sujeto de conocimiento». Igualmente, la belleza humana es según el filósofo: «una expresión objetiva que designa la más perfecta objetivación de la voluntad en el más alto grado de su cognoscibilidad, la idea del hombre en general, expresada por entero en la forma intuida». Citando a Goethe expresa Schopenhauer: «Al que ve la belleza humana no le puede dañar ningún mal: se siente en consonancia consigo mismo y con el mundo».  El sujeto de la cognición pura y sin voluntad sólo conoce las Ideas, no las cosas individuales: se trata de una clase de cognición que no se preocupa por las relaciones entre objetos de acuerdo con el principio de razón suficiente (tiempo, espacio, causa y efecto) y, en cambio, implica la absorción completa en el objeto.
El arte y la belleza es la consecuencia práctica de esta breve contemplación estética en su intento de representar la esencia / ideas puras del mundo. La música, para Schopenhauer, era la forma más pura de arte porque era la que representaba la voluntad misma sin que apareciera como sujeta al principio de razón suficiente, por lo tanto como un objeto individual. Según Daniel Albright, «Schopenhauer pensaba que la música era el único arte que no se limitaba a copiar ideas, sino que en realidad encarnaba la voluntad misma». Consideró la música como un lenguaje universal y atemporal comprendido en todas partes, que puede infundir entusiasmo global, si posee una melodía significativa.

### Matemáticas
Las opiniones realistas de Schopenhauer sobre las matemáticas son evidentes en su crítica de los intentos contemporáneos de probar el postulado de las paralelas en la geometría euclidiana. Escribiendo poco antes del descubrimiento de la geometría hiperbólica demostró la independencia lógica del axioma —y mucho antes de que la teoría general de la relatividad revelara que no expresa necesariamente una propiedad del espacio físico— Schopenhauer criticó a los matemáticos por tratar de usar conceptos indirectos para probar lo que él pensaba. sostenido fue directamente evidente a partir de la percepción intuitiva.

El método euclidiano de demostración ha sacado de su propio seno su parodia y caricatura más llamativa en la famosa controversia sobre la teoría de los paralelos y en los intentos, repetidos todos los años, de probar el undécimo axioma (también conocido como quinto postulado). El axioma afirma, y de hecho a través del criterio indirecto de una tercera línea de intersección, que dos líneas inclinadas entre sí (porque este es el significado preciso de "menos de dos ángulos rectos"), si se producen lo suficientemente lejos, deben coincidir. Ahora bien, se supone que esta verdad es demasiado complicada para pasar por evidente y, por lo tanto, necesita una prueba; pero no se puede producir tal prueba, simplemente porque no hay nada más inmediato.

A lo largo de sus escritos, Schopenhauer criticó la derivación lógica de las filosofías y las matemáticas de meros conceptos, en lugar de percepciones intuitivas.

De hecho, me parece que el método lógico se reduce así a un absurdo. Pero es precisamente a través de las controversias sobre esto, junto con los intentos inútiles de demostrar lo directamente cierto como una certeza meramente indirecta, que la independencia y claridad de la evidencia intuitiva aparece en contraste con la inutilidad y dificultad de la prueba lógica, un contraste tan instructivo como es divertido. No se admitirá aquí la certeza directa, simplemente porque no es una certeza meramente lógica que se desprende del concepto y, por tanto, se apoya únicamente en la relación del predicado con el sujeto, según el principio de contradicción. Pero ese undécimo axioma relativo a las líneas paralelas es una proposición sintética a priori, y como tal tiene la garantía de una percepción pura, no empírica; esta percepción es tan inmediata y segura como lo es el principio de contradicción mismo, del cual todas las pruebas derivan originalmente su certeza. En el fondo, esto es válido para todos los teoremas geométricos...

Aunque Schopenhauer no vio ninguna justificación para intentar probar el postulado paralelo de Euclides, sí vio una razón para examinar otro de los axiomas de Euclides.

Me sorprende que el octavo axioma, "las cifras que coinciden son iguales entre sí", no es más bien atacado. Porque "coincidir unos con otros" es una mera tautología o algo bastante empírico, que no pertenece a la intuición o la percepción puras, sino a la experiencia sensorial externa. Por tanto, presupone la movilidad de las figuras, pero la materia por sí sola se mueve en el espacio. En consecuencia, esta referencia a la coincidencia abandona el espacio puro, único elemento de la geometría, para pasar a lo material y empírico.

Esto sigue el razonamiento de Kant.

### Ética y política

#### Libertad y compasión

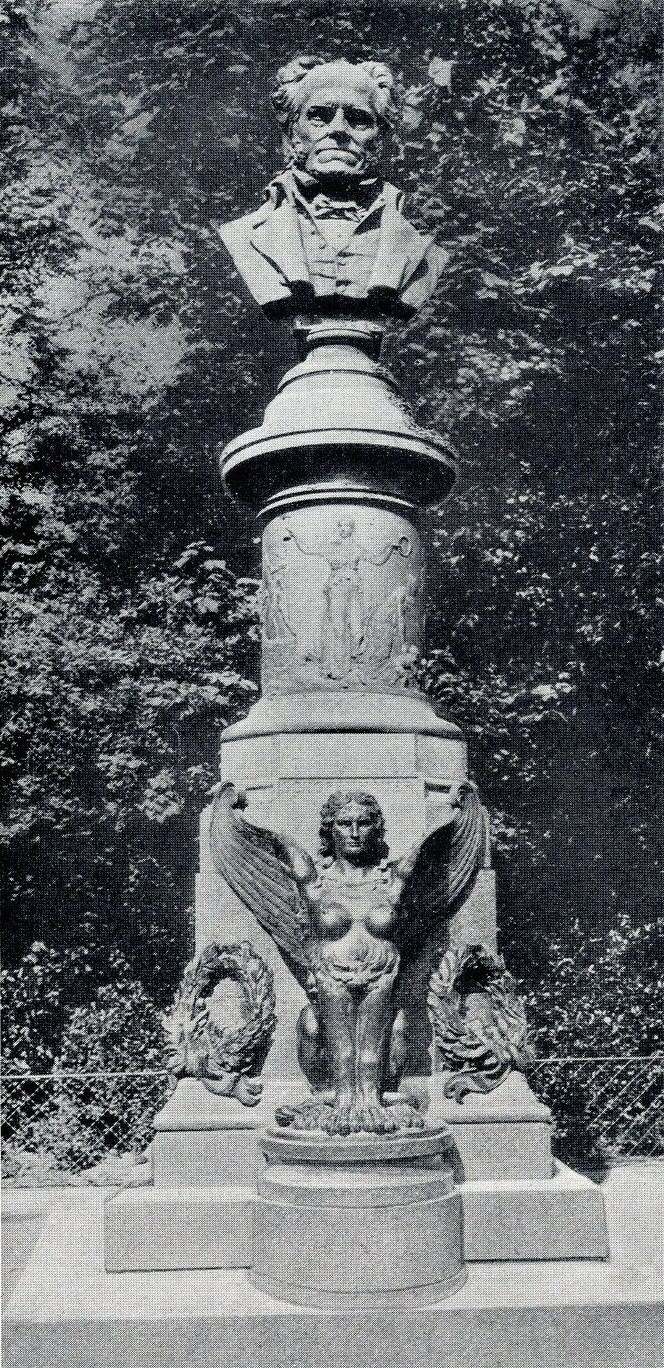
Monumento a Arthur Schopenhauer por Friedrich Schierholz en Fráncfort del Meno, 1910.

La ética de Schopenhauer fue expresada en sus obras Los dos problemas fundamentales de la ética (Die beiden Grundprobleme der Ethik) y una cuarta parte de su trabajo central, El mundo como voluntad y representación. La tarea de la ética no es prescribir acciones morales que deberían hacerse, sino investigar acciones morales. La filosofía es siempre teórica: su tarea es explicar lo que se da. En esta obra se critica la noción de libre albedrío:

Según el concepto empírico de la libertad, se dice: «Yo soy libre si puedo hacer lo que quiera»: y con el «lo que quiero» está aquí ya decidida la libertad. Pero ahora, puesto que preguntamos por la libertad del querer mismo, se plantearía la pregunta de este modo: «¿Puedes también querer lo que quieres?». Lo que viene a ser como si el querer dependiera aún de otro querer que radicase tras él. Y, en el supuesto de que esa pregunta se respondiera afirmativamente, surgiría enseguida la segunda: «¿Puedes también querer lo que quieres querer?». Y así se remontaría hasta al infinito [...] Pero si estuviésemos dispuestos a aceptar un querer tal, podríamos exactamente igual tomar a discreción el primero por el último, con lo que la pregunta se retrotraería a la forma simple «¿Puedes querer?». Mas lo que se pretendía saber, y queda todavía sin resolver, es si la mera respuesta afirmativa a esa pregunta decide la libertad del querer. Así pues, el concepto de libertad originario, empírico y extraído del hacer se niega a aceptar una conexión directa con el concepto de la voluntad.

Como Kant, Schopenhauer reconcilia la libertad y la necesidad mediante la distinción entre el mundo fenoménico y nouménico. Afirma que las acciones de los humanos, como fenómenos, están sujetas al principio de razón suficiente y, por tanto, sujetas a la necesidad. Por lo tanto, argumenta, los humanos no poseen libre albedrío como se entiende convencionalmente. Sin embargo, la voluntad, como noúmeno subyacente al mundo fenoménico, es en sí misma infundada: es decir, no está sujeta al tiempo, el espacio y la causalidad (las formas que gobiernan el mundo de los fenómenos). Así, la voluntad, en sí misma y fuera de la apariencia, es libre.
Schopenhauer criticó la deontología de la ética kantiana, caracterizada por un deber incondicionado racional (imperativo categórico). Siguiendo a David Hume, Schopenhauer considera la razón como un instrumento y la compasión como la base de la moral, que "impulsada por la conciencia del sufrimiento de otra persona" trasciende el egoísmo. Según la enseñanza de Kant sobre el idealismo trascendental, el espacio y el tiempo son formas de nuestra sensibilidad debido a que los fenómenos aparecen en multiplicidad. La realidad en sí misma está libre de toda multiplicidad, no en el sentido de que un objeto es uno, sino que está fuera de la posibilidad de multiplicidad. De esto se deduce que dos individuos, aunque parecen distintos, en sí mismos no son distintos.
Las apariencias están completamente subordinadas al principio de razón suficiente. Por lo tanto, el individuo egoísta que enfoca sus objetivos completamente en sus propios intereses tiene que lidiar con las leyes empíricas lo mejor que puede. Lo relevante para la ética son las personas que pueden actuar en contra de sus propios intereses. Si tomamos, por ejemplo, a un hombre que sufre cuando ve a sus semejantes vivir en la pobreza y, en consecuencia, utiliza una parte significativa de sus ingresos para satisfacer sus necesidades en lugar de sus propios placeres, entonces la forma más sencilla de describir esto es que hace menos distinción entre él y los demás de lo que generalmente se hace.
Con respecto a cómo nos parecen las cosas, el egoísta tiene razón al afirmar la brecha entre dos individuos, pero el altruista experimenta los sufrimientos de los demás como si fueran propios. Del mismo modo, un hombre compasivo no puede lastimar a los animales, aunque parezcan distintos de él. Lo que motiva al altruista es la compasión. El sufrimiento de los demás no es para él un asunto frío al que es indiferente, sino que se siente conectado con todos los seres. La compasión es, por lo tanto, la base de la moral.
Entre los numerosos ensayos que contiene la obra Parerga y paralipómena sus «Aforismos sobre el arte de ser feliz» Schopenhauer aconsejaba que para no ser demasiado desgraciados, debemos olvidarnos de la idea de que hemos venido al mundo para ser felices y luego abordaba el arte de no ser desdichados con útiles consejos.

#### Justicia temporal y eterna
Schopenhauer llama principium individuationis al principio a través del cual la multiplicidad aparece. Cuando contemplamos la naturaleza, vemos que es una batalla cruel por la existencia. Las manifestaciones individuales de la voluntad sólo pueden mantenerse a expensas de los demás; la voluntad, como única cosa que existe, no tiene otra opción que devorarse a sí misma para experimentar placer. Esta es una característica fundamental de la voluntad y no se puede eludir. Schopenhauer analiza el egoísmo como "la expresión de la contradicción que afecta a la voluntad de vivir en su interior" que como la diosa griega de la discordia, Eris, hace nacer una lucha universal de todos los individuos para "arrebatar al otro lo que quiere tener sino incluso que con frecuencia uno destruye toda la felicidad o la vida del otro para incrementar su propio bienestar de forma insignificante"  y "que llega a hacerse visible a través del principium individuationis", siendo la verdadera maldad causar dolor ajeno sin ningún provecho.
A diferencia de la justicia temporal, que requiere tiempo para pagar una mala acción y "en el Estado, en forma retributiva o punitiva", la justicia eterna "no domina el Estado sino el mundo, no depende de las instituciones humanas, no está sometida al azar ni al engaño, no es insegura, fluctuante ni errada, sino infalible, firme y segura". La justicia eterna no es retributiva porque la retribución requiere tiempo. No hay retrasos ni indultos. En cambio, el castigo está ligado a la ofensa, hasta el punto en que los dos se convierten en uno y "El atormentador y el atormentado son el mismo. Aquel se equivoca al creer que no participa del tormento y este al creer que no participa de la culpa".
El sufrimiento es el resultado moral de nuestro apego al placer. Schopenhauer consideró que esta verdad estaba expresada por el dogma cristiano del pecado original y, en las religiones orientales, el dogma de la reencarnación. Citando a Calderón:

Pues el delito mayor

Del hombre es haber nacido.

#### El Estado y el castigo

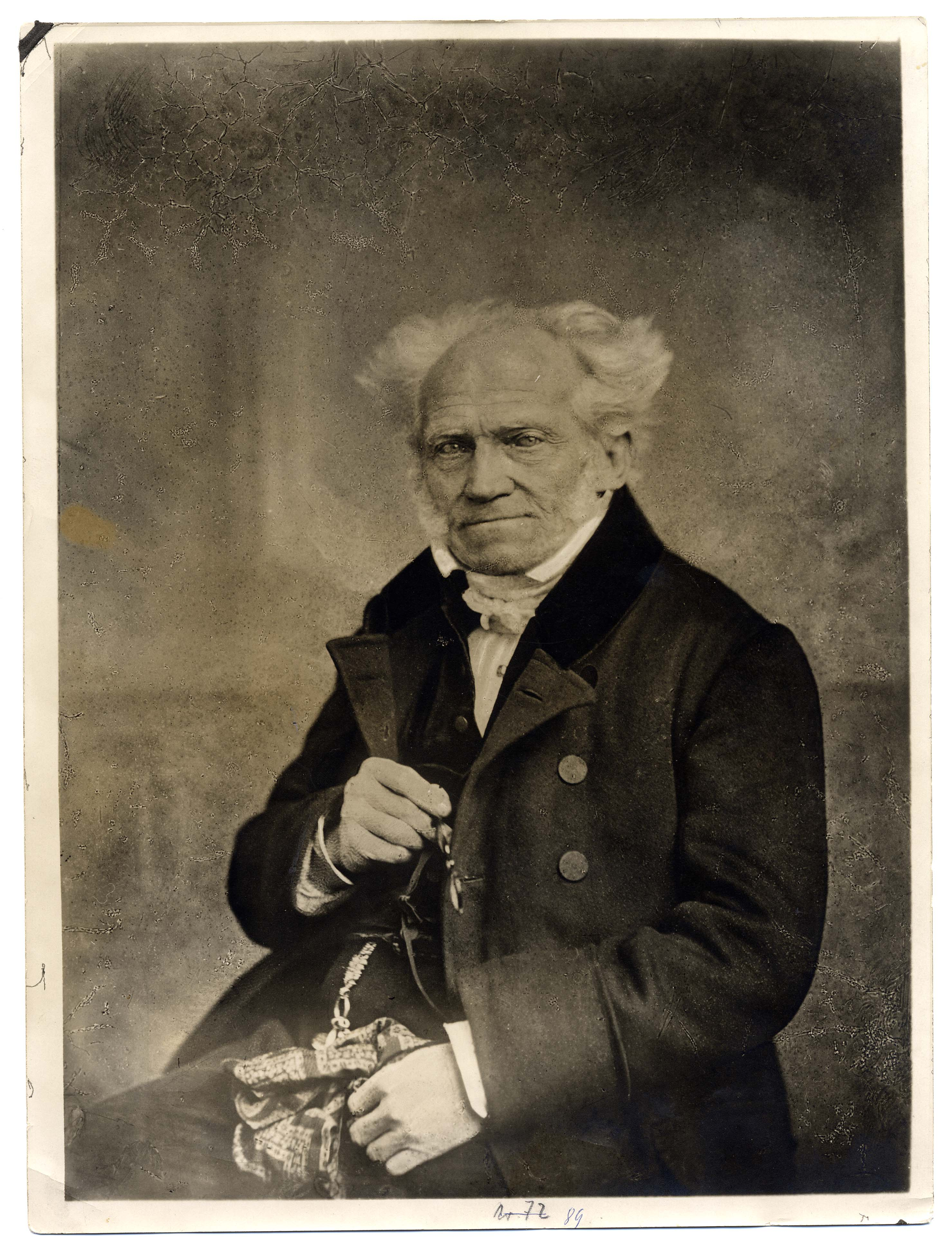
Fotografía de retrato de Arthur Schopenhauer en 1859, por Schäfer, J.

Aunque la moral budista implica una negación de la intervención política, Schopenhauer tenía opiniones arraigadas respecto al gobierno constitucional, la nobleza, la esclavitud, libertad de la prensa, los derechos individuales, el jurado, etc.
La política de Schopenhauer fue, en su mayor parte, un eco de su ética. En comentarios políticos en su Parerga y paralipómena, Schopenhauer se describió a sí mismo como un defensor del gobierno limitado. Lo esencial, pensó, era que el Estado debía "dejar a cada hombre libre para que trabajara su propia salvación", y mientras el gobierno fuera así limitado, "preferiría ser gobernado por un león que uno de [sus] compañeros ratas", es decir, por un monarca, en lugar de un demócrata. El Estado "se convierte en un instrumento contra el padecimiento de la injusticia, en un aparato jurídico restrictivo". Schopenhauer compartió la opinión de Thomas Hobbes sobre la necesidad del Estado, y de la acción del Estado, para controlar las tendencias destructivas innatas de nuestra especie. 

"En definitiva, por norma general, el modo de proceder de los hombres entre sí se caracteriza por la injusticia, la más extrema falta de equidad, la dureza, incluso la crueldad; lo contrario aparece solo de forma excepcional. De ahí emana la necesidad del Estado y la legislación, y no de vuestras ensoñaciones. En todos los casos que no se encuentren en el ámbito de la ley, se manifiesta de inmediato la propia desconsideración del hombre frente a sus semejantes, que brota de su infinito egoísmo, a veces también de su maldad".

También defendió la independencia de los poderes legislativo, judicial y ejecutivo del poder, y un monarca como un elemento imparcial capaz de practicar la justicia (en un sentido práctico y cotidiano, no cosmológico). Declaró que la monarquía es "lo que es natural para el hombre", ya que "la inteligencia siempre tiene bajo un gobierno monárquico una oportunidad mucho mejor contra su enemigo irreconciliable y siempre presente, la estupidez" y el republicanismo menospreciado como "antinatural ya que es desfavorable para la vida intelectual superior y las artes y las ciencias".
Schopenhauer criticó la doctrina del derecho de Kant donde deduce de su imperativo categórico la fundación del Estado como una institución para el fomento de la moralidad, pues "la libertad está más allá del fenómeno y todavía más allá de las instituciones humanas". Al contrario, el Estado surgió del egoísmo de todos que pasa del punto de vista unilateral "contra las consecuencias perjudiciales del egoísmo, que nacen de la pluralidad de individuos egoístas unos con otros y perturban su bienestar; y así busca ese bienestar".
El Estado "en modo alguno el necio plan de exterminar la inclinación a la injusticia", sino que castiga a los delincuentes para prevenir futuros delitos. A consecuencia, "el código penal es un registro tan completo como sea posible de los contramotivos para todas las acciones criminales que se presumen como posibles". Schopenhauer afirmó que esta doctrina no era original de él. Anteriormente, apareció en los escritos de Platón, Aristóteles, Séneca, Hobbes, Pufendorf y Paul Johann Anselm von Feuerbach.
Más allá de su pensamiento político, Schopenhauer tiene similitudes con las ideas de Karl Marx sobre la identidad de las diversas formas de dominio. Dice Schopenhauer:

La pobreza y la esclavitud son [...] sólo dos formas, casi podría decirse dos nombres, de la misma cosa, cuya esencia consiste en que las fuerzas de un hombre se emplean en gran parte para otro y no para él mismo; de lo cual resulta, para él, por una parte, una sobrecarga de trabajo, y por otra una insuficiente satisfacción de sus necesidades. 
 En efecto, la naturaleza sólo le ha dado al hombre fuerzas suficientes como para que utilizándolas con mesura pueda ganarse su sustento de la tierra: no ha recibido una gran superabundancia de fuerzas. Ahora bien, si se exime a una parte no numéricamente despreciable del género humano, de la carga común que implica el mantenimiento físico de la existencia, se carga sobremanera al resto y se lo reduce a la miseria. Así comienza a surgir ese mal que bajo el nombre de esclavitud o de proletariado ha pesado sobre la gran mayoría del género humano en todas las épocas.

En modo alguno creo estar incurriendo en algo indigno de mi pluma si recomiendo que se tenga sumo cuidado en conservar tanto el patrimonio adquirido como el heredado. Poseer de nacimiento lo necesario para vivir de manera holgada y verdaderamente autónoma, es decir sin tener que trabajar, aunque se esté solo y sin familia, es una ventaja invalorable, pues representa la exoneración y la inmunidad frente a las carencias y los infortunios que aquejan la vida humana, es decir, la emancipación de una servidumbre generalizada, de un destino natural de todos los hijos de esta tierra. Sólo gracias a este  auténtico privilegio del destino se nace realmente libre, sólo así se es de verdad sui juris o sea, dueño de su propio tiempo y de sus propias fuerzas, y se puede decir cada mañana: «el día me pertenece».

#### Crítica al nacionalismo
En Parerga y Paralipomena Schopenhauer criticó el pensamiento nacionalista así: "Aber jeder erbärmliche Tropf, der nichts in der Welt hat, darauf er stolz sein könnte, ergreift das letzte Mittel, auf die Nation, der er gerade angehört, stolz zu sein. (traducción: "Todo imbécil execrable, que no tiene en el mundo nada de que pueda enorgullecerse, se refugia en este último recurso, de vanagloriarse de la nación a que pertenece por casualidad".

#### Razas y la mujer

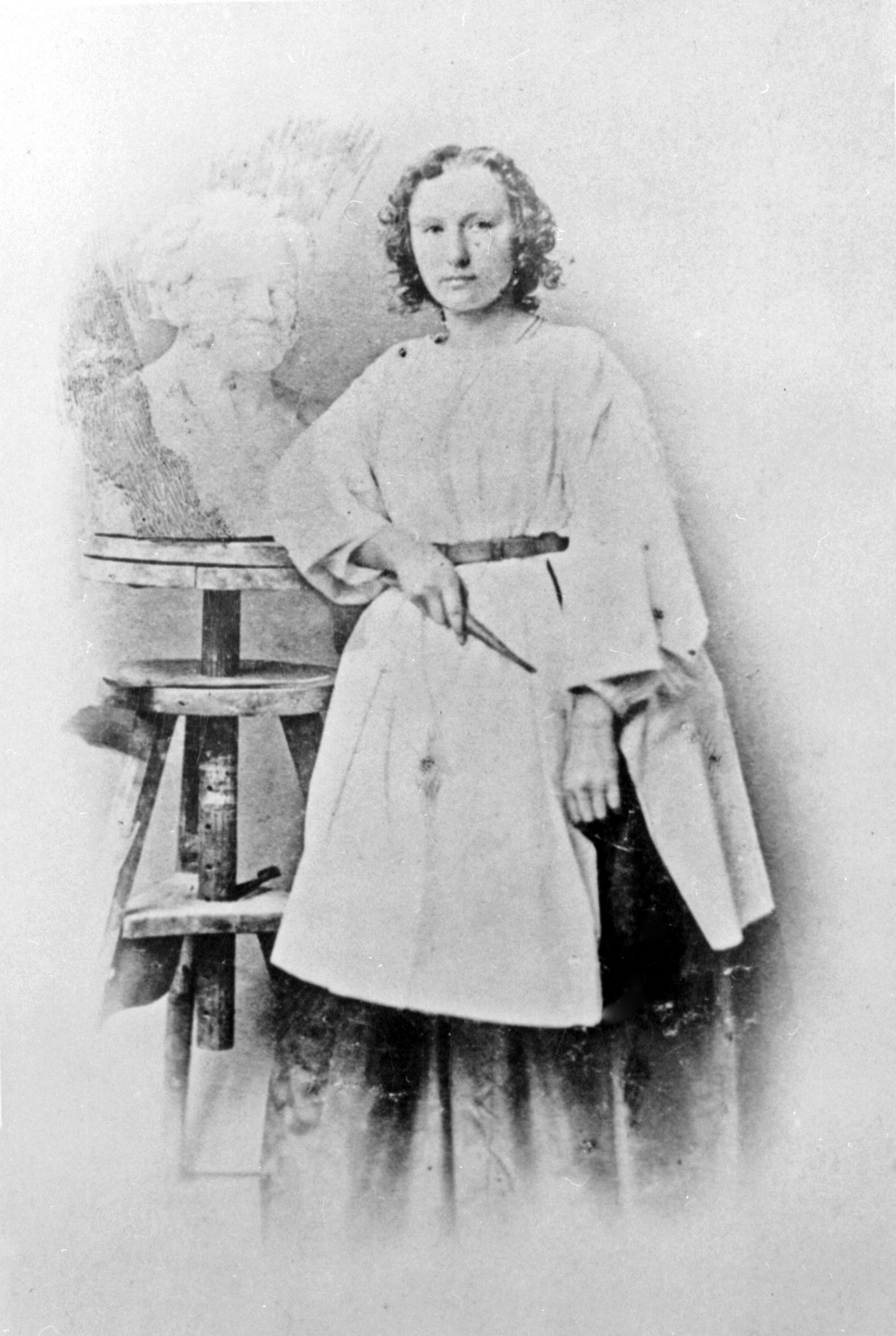
La escultora Elisabet Ney en 1859.

Schopenhauer consideró que nunca existió ni ha existido la raza blanca pura, al señalar que: "nunca ha habido por naturaleza una raza blanca; de hecho, hablar de ella y clasificar a los hombres ingenuamente en blancos, amarillos y negros, como aún se hace en todos los libros, da muestras de la mayor parcialidad y falta de reflexión". Además, estaba firmemente en contra del trato diferente de las razas, era fervientemente antiesclavista y apoyaba el movimiento abolicionista en los Estados Unidos. Los estados esclavistas de América, escribe Schopenhauer, son una "desgracia para toda la humanidad". Schopenhauer también mantuvo un marcado antijudaísmo metafísico y político. El hombre goza de una mejor posición en las reflexiones de Schopenhauer a diferencia de la mujer. Una de las ideas más recurrentes a este respecto fue la necesidad de que el hombre se relacione con la mujer adecuada para que los hijos gocen de buena salud y buenas capacidades.

Y luego, también, en el caso de la mujer, es sólo una especie de razón, muy mezquina en sus dimensiones. Por eso las mujeres siguen siendo niñas durante toda su vida [...] las mujeres son decididamente más sobrias en su juicio que nosotros, de modo que no ven más en las cosas de lo que realmente hay; mientras que, si se despiertan nuestras pasiones, podemos ver las cosas de manera exagerada o imaginar lo que no existe.

No obstante, cuando el anciano Schopenhauer se sentó para un busto suyo de la escultora prusiana Elisabet Ney en 1859, quedó muy impresionado por el ingenio y la independencia de la joven, así como por su habilidad como artista visual. Después de su tiempo con Ney, le dijo a Malwida von Meysenbug, amiga de Richard Wagner, que "todavía no he dicho mi última palabra sobre las mujeres. Creo que si una mujer logra retirarse de la masa, o más bien elevarse por encima de la masa, crece sin cesar y más que un hombre".

#### Eugenesia y pederastia
Su análisis biológico de la diferencia entre los sexos, y sus roles separados en la lucha por la supervivencia y la reproducción, anticipa algunas de las afirmaciones que luego fueron aventuradas por sociobiólogos y psicólogos evolutivos. Sin embargo, Schopenhauer veía la personalidad y el intelecto como heredados de los padres. Esta visión y su importancia para las especies que elegimos amar se reflejó en sus puntos de vista sobre la eugenesia. Escribió que "Si pudiéramos castrar a todos los sinvergüenzas y meter a todos los estúpidos gansos en un convento, y darles a los hombres de carácter noble todo un harén [...] pronto surgiría una generación que produciría una edad mejor que la de Pericles."
En la tercera edición ampliada de El mundo como voluntad y representación (1859), Schopenhauer añadió un apéndice a su capítulo sobre la Metafísica del amor sexual. Escribió que la pederastia tiene el beneficio de prevenir niños mal engendrados. Schopenhauer finaliza el apéndice con la afirmación de que "al exponer estas ideas paradójicas, quise conceder a los profesores de filosofía un pequeño favor. Lo he hecho dándoles la oportunidad de calumniarme diciendo que defiendo y encomiendo la pederastia".

#### Bienestar animal

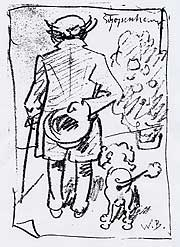
Arthur Schopenhauer con su caniche caricaturizado por Wilhelm Busch

En este sentido, cabe destacar la acérrima defensa que propugnó por los derechos de los animales, seguramente motivada por sus influencias de Oriente, de tal suerte que en su obra pueden verse numerosos pasajes a este respecto:

La supuesta ausencia de derechos de animales, la zoantropía que nuestra actuación hacia ellos no tiene relevancia moral o como se dice en el lenguaje ético no hay deber frente a la criatura, es una de las barbaridades de occidente cuyo origen está el Judaísmo.
Arthur Schopenhauer: Escritura premia sobre la base de la moral § 19

La compasión hacia los animales está tan estrechamente ligada a la bondad de carácter que se puede afirmar con seguridad que quien es cruel con los animales no puede ser una buena persona.

Una compasión sin límites por todos los seres vivos es la prueba más firme y segura de la buena conducta moral.

Ni el mundo es un artilugio (Machwerk) para nuestro uso ni los animales son un producto de fábrica para nuestra utilidad.

El hombre no debe compasión (Erbarmen) a los animales, sino justicia.

El hombre ha hecho de la Tierra un infierno para los animales.[cita requerida]

Schopenhauer criticó la creencia de Spinoza de que los animales son un mero medio para la satisfacción de los humanos. Estaba, además, muy apegado a los caniches como mascotas, los cuales llamó a todos "Atma" (del sánscrito ātman). En 1841, elogió el establecimiento de la Sociedad para la Prevención de la Crueldad contra los Animales en Londres y la Sociedad de Amigos de los Animales en Filadelfia. Schopenhauer llegó al extremo de protestar utilizando el pronombre "it" (eso) en referencia a los animales porque conducía a tratarlos como si fueran cosas inanimadas. Para reforzar sus puntos, Schopenhauer se refirió a informes anecdóticos de la mirada en los ojos de un mono al que habían disparado y también al dolor de un bebé elefante cuya madre había sido asesinada por un cazador.
En varias ocasiones, Schopenhauer comparó la condición humana con otros animales, como un topo, «ese infatigable trabajador [...] con sus enormes patas en forma de paletas es la ocupación de su vida entera»; o con erizos que «se apiñaron bastante juntos para, a través de su calor mutuo, evitar que se congelaran» pero «pronto sintieron el efecto de sus púas el uno sobre el otro, lo que los hizo separarse nuevamente», de la misma forma que «la necesidad de sociedad que brota del vacío y la monotonía de la vida de los hombres, los une; pero sus muchas cualidades desagradables y repulsivas y sus insufribles inconvenientes los apartan una vez más». (ver Dilema del erizo)

## Legado
La originalidad y el carácter anticipativo del pensamiento schopenhaueriano dejó su fuerte e insoslayable impronta en autores de la talla de Søren Kierkegaard, Philipp Mainländer, Carlo Michelstaedter, Richard Wagner, León Tolstói, Henri Bergson, Friedrich Nietzsche, Sigmund Freud, Thomas Mann, Hans Vaihinger, Eduard von Hartmann, Carl Gustav Jung, Albert Einstein, Otto Weininger, Otto Rank, Erwin Schrödinger, Ludwig Wittgenstein, Albert Caraco, Marcel Proust, Emile Zola, Jorge Luis Borges, Pío Baroja, August Strindberg, Émile Cioran, Samuel Beckett, Miguel de Unamuno o Juan Carlos Onetti, entre otros.
El concepto de Schopenhauer de impulso («Trieb») sin objeto, presumiblemente a través de la obra de Nietzsche, se situaría en la base de la doctrina psicoanalítica de la pulsión de Sigmund Freud, otro pesimista.
Schopenhauer fue bien leído entre los físicos, especialmente Albert Einstein, Erwin Schrödinger, Wolfgang Pauli y Ettore Majorana. Einstein describió los pensamientos de Schopenhauer como un "consuelo continuo" y lo llamó un genio. Konrad Wachsmann recordó: "A menudo se sentaba con uno de los volúmenes de Schopenhauer gastados, y mientras estaba sentado allí, parecía tan complacido, como si estuviera comprometido con un trabajo sereno y alegre".
Cuando era adolescente, Ludwig Wittgenstein adoptó el idealismo epistemológico de Schopenhauer. Sin embargo, después de su estudio de la filosofía de las matemáticas, rechazó el idealismo trascendental epistemológico por el realismo conceptual de Gottlob Frege. En años posteriores, Wittgenstein fue muy desdeñoso con Schopenhauer, describiéndolo como un pensador en última instancia superficial: "Schopenhauer tiene una mente bastante ruda ... donde comienza la profundidad real, llega a su fin". Bertrand Russell tenía una baja opinión sobre el filósofo y lo atacó en su famosa Historia de la Filosofía Occidental por alabar hipócritamente el ascetismo pero no actuar en consecuencia. Des esta crítica el mismo Schopenhauer se defendía respondiendo que no tenía la obligación de ser ejemplo de nada, igual que un escultor no tiene la obligación de asemejarse en belleza a sus obras.

## Admiración por la filosofía y cultura española

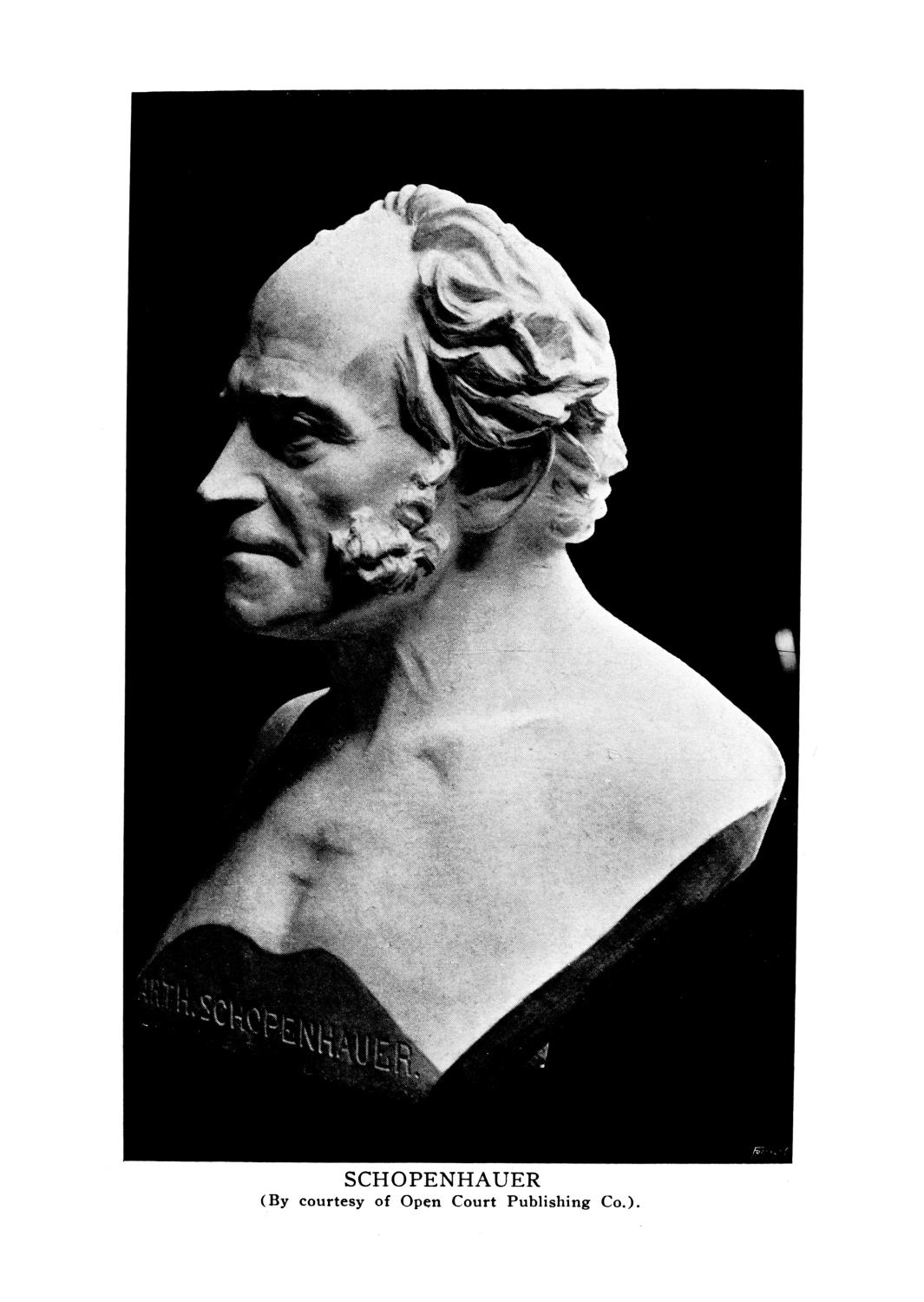
Busto de Arthur Schopenhauer por la escultora Elisabet Ney, quien quedó muy impresionado por el ingenio y la independencia de la joven artista.

Schopenhauer se declaraba apasionado de la lengua española, sus autores y refranes, como atestiguan la aproximadamente treintena de libros en español presentes en su biblioteca particular. Según atestigua una carta dirigida al editor de Pedro Calderón de la Barca, Schopenhauer empezó a aprender español en 1825:

Desde 1825 vengo dedicado al estudio del castellano, y ahora leo su excelente edición de Calderón sin dificultad alguna.

De hecho, su filosofía tiene mucho en común con los dramas filosóficos La vida es sueño y El príncipe constante de Calderón, que también admiraba Goethe. Entre los autores que admiraba se encontraba Baltasar Gracián, al que consideraba su autor favorito "y uno de los primeros del mundo". Hasta tal punto llegaba su admiración por Gracián, que se propuso traducir el Oráculo Manual de Gracián al alemán con el título de Handorakel y que tradujo y publicó entre 1828 y 1832. Sobre El Criticón, alabó la obra como «la más grande y más hermosa alegoría que jamás se ha escrito».
Entre los libros en español hallados en su biblioteca personal, se encuentran las siguientes ediciones:
- El conde Lucanor. Don Juan Manuel. Ed. de A. Keller (1839)
- Las brujas en Zugarramurdi. Pedro Martínez López (Burdeos, 1835)
- La vida de Lazarillo de Tormes (Ed. H. deLuna)
- Guzmán de Alfarache. Mateo Alemán. (Valencia, 1787)
- El buscón. Francisco de Quevedo (1621, Pamplona)
- Estebanillo González. El diablo cojuelo. Luis Vélez de Guevara
- Fray Gerundio de Campazas. Padre Isla. (Madrid, 1770)
- Examen de ingenios para las ciencias. Juan Huarte de San Juan. (Amberes, 1603)
- El Quijote. Viaje del Parnaso. Novelas ejemplares. Numancia. Miguel de Cervantes.
- Los bandos de Verona. Francisco de Rojas Zorrilla.
- Los Castelvines y monteses. Laurel de Apolo. Lope de Vega (Leipzig, 1839)
- El café. Leandro Fernández de Moratín. (París, 1837)
- El doncel de D. Enrique el Doliente. Mariano José de Larra
- Oráculo manual y arte de prudencia. El Héroe. El político don Fernando El Católico. El Discreto. Baltasar Gracián.

Asimismo admiraba la obra en latín del escolástico Francisco Suárez.

### Primaria

#### Obras de Schopenhauer
- Sobre la cuádruple raíz del principio de razón suficiente (Ueber die vierfache Wurzel des Satzes vom zureichenden Grunde). Rudolstadt, noviembre de 1813. 2ª edic., Fráncfort del Meno, Joh. Chr. Hermannschen Buchhandlung, 1847. 3ª edic. (póstuma), 1864.
- Sobre la visión y los colores. Hartknoch, 1816. 2ª edic., 1854.
- El mundo como voluntad y representación. Brockhaus, 1819 (realmente diciembre de 1818). 2ª edic., Brockhaus, 1844 (con la adición de un segundo volumen de Complementos). 3ª edic., 1859.
- Commentatio exponens theoriam colorum physiologicam, eademque primariam. (Versión latina de Sobre la visión y los colores.) Publicada en: Justus Radius (ed.), Scriptores ophthalmologici minores, vol. III, 1830.
- Sobre la voluntad en la naturaleza. (Über den Willen in der Natur. Eine Erörterung, welche die Philosophie des Verfassers, seit ihrem Auftreten, durch die emprischen Wissenschaften erhalten hat.) 1836. 2ª edic., 1854.
- Los dos problemas fundamentales de la ética (Die beiden Grundprobleme der Ethik). 1841. Incluye las memorias Sobre la libertad de la voluntad (Über die Freiheit des menschlichen Willens, originalmente editado aparte en Noruega en 1840) y Sobre el fundamento de la moral (Über die Grundlage der Moral). 2ª edic., 1860.
- Parerga y paralipómena (Parerga und Paralipomena. Kleine philosophische Schriften). Berlín, A.W. Hayn, noviembre de 1851. 2ª edic. (póstuma), 1862.

#### Ediciones
- SCHOPENHAUER, Arthur: Sämtliche Werke. Edición de A. Hübscher. Mannheim, Brockhaus, 1988 (Jubiläumausgabe in 7 Bänden). {ISBN 3-7653-0410-7}
- — Sämtliche Werke. Edición a cargo de W.F. von Löhneysen. Fráncfort del Meno, Suhrkamp Taschenbuch Verlag, 1986, 5 vols. {ISBN 3-518-09737-7}
- — Der handschriftliche Nachlaß in fünf Banden. Múnich, Deutscher Taschenbuch Verlag, 1985. {ISBN 3-423-05936-2}
- — Theorie des gesammten Vorstellens, Denkens und Erkennens. Philosophische Vorlesungen Teil 1. Múnich-Zúrich, Piper, 1986. {ISBN 3-492-10498-3}
- — Metaphysik der Natur. Philosophische Vorlesungen Teil 2. Múnich-Zúrich, Piper, 1984; 2ª edic. 1987.
- — Metaphysik des Schönen. Philosophische Vorlesungen Teil 3. Múnich-Zúrich, Piper, 1985; 2ª edic. 1988.
- — Metaphysik der Sitten. Philosophische Vorlesungen Teil 4. Múnich-Zúrich, Piper, 1985. (Hay trad. de R. R. Aramayo, CSIC, 1993.)
- — Gesammelte Briefe. Herausgegeben von Arthur Hübscher. 2., verbesserte und ergänzte Ausgabe. Bonn, Bouvier, 1987. {ISBN 3-416-01901-6}
- — Gespräche. Neue, stark erweiterte Ausgabe, herausgegeben von Arthur Hübscher. Stuttgart-Bad Cannstatt, Friedrich Frommann Verlag, 1971. {ISBN 3-7728-0337-7}

#### Ediciones en español
- El amor, las mujeres y la muerte. F. Sempere y Compañía, editores, Olmo 4, Madrid
- "La Libertad". F. Sempere y Compañía, Editores. Valencia. Traducción de Roberto Robert (hijo). Apéndice: "El Honor" ─240 pp.
- "Fundamento de la moral". F. Sempere y Compañía, Editores. Valencia.
- "Alrededor de la Filosofía".  F. Sempere y Compañía, Editores. Valencia.
- Sobre la lectura y los libros. Edición de Pedro Aullón de Haro, Madrid, Sequitur, 2015.
- Sobre la visión y los colores. Seguido de la correspondencia con Johann Wolfgang Goethe. Madrid, Trotta, 2013. {ISBN 978-84-9879-350-5}
- Diarios de viaje. Los Diarios de viaje de los años 1800 y 1803-1804. Madrid, Trotta, 2012. {ISBN 978-84-9879-268-3}
- Dialéctica erística o el arte de tener razón, expuesta en 38 estratagemas. Madrid, Trotta, 2011 [4ª edición]. {ISBN 978-84-8164-887-4}
- Obras (Sobre la cuádruple raíz del principio de razón suficiente, El mundo como voluntad y representación, Eudemonología). Buenos Aires, El Ateneo, 1950 (2 tomos)
- Obra Completa. Cartoné. Biblioteca de Grandes Pensadores. Madrid: Editorial Gredos, 2010.

1. Volumen I {ISBN 978-84-249-0426-5}
2. Volumen II {ISBN 978-84-249-1154-6}

- El mundo como voluntad y representación. Buenos Aires, Losada (2 tomos):

1. Volumen I {2009, ISBN 978-950-03-9590-8}
2. Volumen II: complementos {2008, ISBN 978-950-03-9594-6}

- El mundo como voluntad y representación. Madrid, Trotta (2 tomos):

1. Volumen I {2004/2009 [2ª edición], ISBN 978-84-9879-078-8}
2. Volumen II: complementos {2003/2009 [3ª edición], ISBN 978-84-9879-079-5}

- El mundo como voluntad y representación. Madrid, Akal {2005, ISBN 978-84-460-0397-7}. Traducción de Montserrat Armas y Rafael-José Díaz.
- El mundo como voluntad y representación. Madrid, Fondo de Cultura Económica (2 tomos), 2000.

1. Volumen I {ISBN 978-84-375-0591-6}
2. Volumen II: complementos {ISBN 978-84-375-0571-8}

- Parerga y paralipómena. Madrid, Trotta, 2006 (2 tomos):

1. Volumen I. Madrid, Trotta, 2006 (2ª edición 2009). {ISBN 978-84-8164-879-9}
2. Volumen II. Madrid, Trotta, 2009. {ISBN 978-84-9879-049-8}

- Parerga y Paralipómena. Escritos filosóficos sobre diversos temas. Madrid, Valdemar, 2009. {ISBN 978-84-7702-631-0}
- Los dolores del mundo. Madrid, Ediciones Sequitur, 2009. {ISBN 978-84-95363-56-5}
- Eudemonología o el arte de ser feliz, explicado en 50 reglas para la vida. Barcelona, Herder, 2007. {ISBN 978-84-254-2124-2}
- Senilia: Reflexiones de un anciano. Barcelona, Herder, 2010. {ISBN 9788425426957}
  - El arte de envejecer. Madrid, Alianza Editorial, 2010. {ISBN 9788420674094}
- El arte de sobrevivir. Barcelona, Herder, 2018. {ISBN 9788425442230}
- El arte de ser feliz. {ISBN 9788417281328}
- El arte de insultar. Editorial Edaf, SL, 2006. {ISBN 9788441407411}
- El arte de hacerse respetar. Grupo Anaya Comercial, 2005. {ISBN 9788420656984}
- El arte de tratar a las mujeres. Editorial Villegas Asociados, 2006 {ISBN 9789588160900}
- El arte de tratar a las mujeres. Alianza Editorial, 2011. {ISBN 9788420651354}
- Historia de la Filosofía: de los Presocráticos a Hegel. (Traducción de Edmundo González Blanco Buenos Aires, Editorial Quadrata, 2007 {ISBN 978-987-1139-32-2}
- Ensayo sobre el libre albedrío. Buenos Aires, Gradifco, 2003 {ISBN 978-1093-58-6}
- Metafísica de las costumbres. Madrid, Trotta, 2001. {ISBN 84-8164-448-X}
- Crítica de la Filosofía Kantiana: apéndice a El mundo como voluntad y representación. Madrid, Trotta, 2000. {ISBN 84-8164-289-4}
- Manuscritos berlineses. Valencia, Pre-textos, 1995. {ISBN 84-8191-079-1}
- Parábolas, aforismos y comparaciones. Barcelona, Edhasa, 1995. Selección y traducción de Andrés Sánchez Pascual. {ISBN 84-350-9134-1}
- Parábolas y aforismos. Madrid, Alianza Editorial. Selección y traducción de Carlos Javier González Serrano. {ISBN 84-9181-100-8}
- Los dos problemas fundamentales de la ética. Madrid, Siglo XXI, 2007. {ISBN 9788432312823}
- De la cuádruple raíz del principio de razón suficiente. Madrid, Gredos, 1981. {ISBN 84-249-0100-2}
- Sobre la voluntad en la naturaleza. Madrid, Alianza, 1970. {ISBN 84-206-1230-8}